# 造園

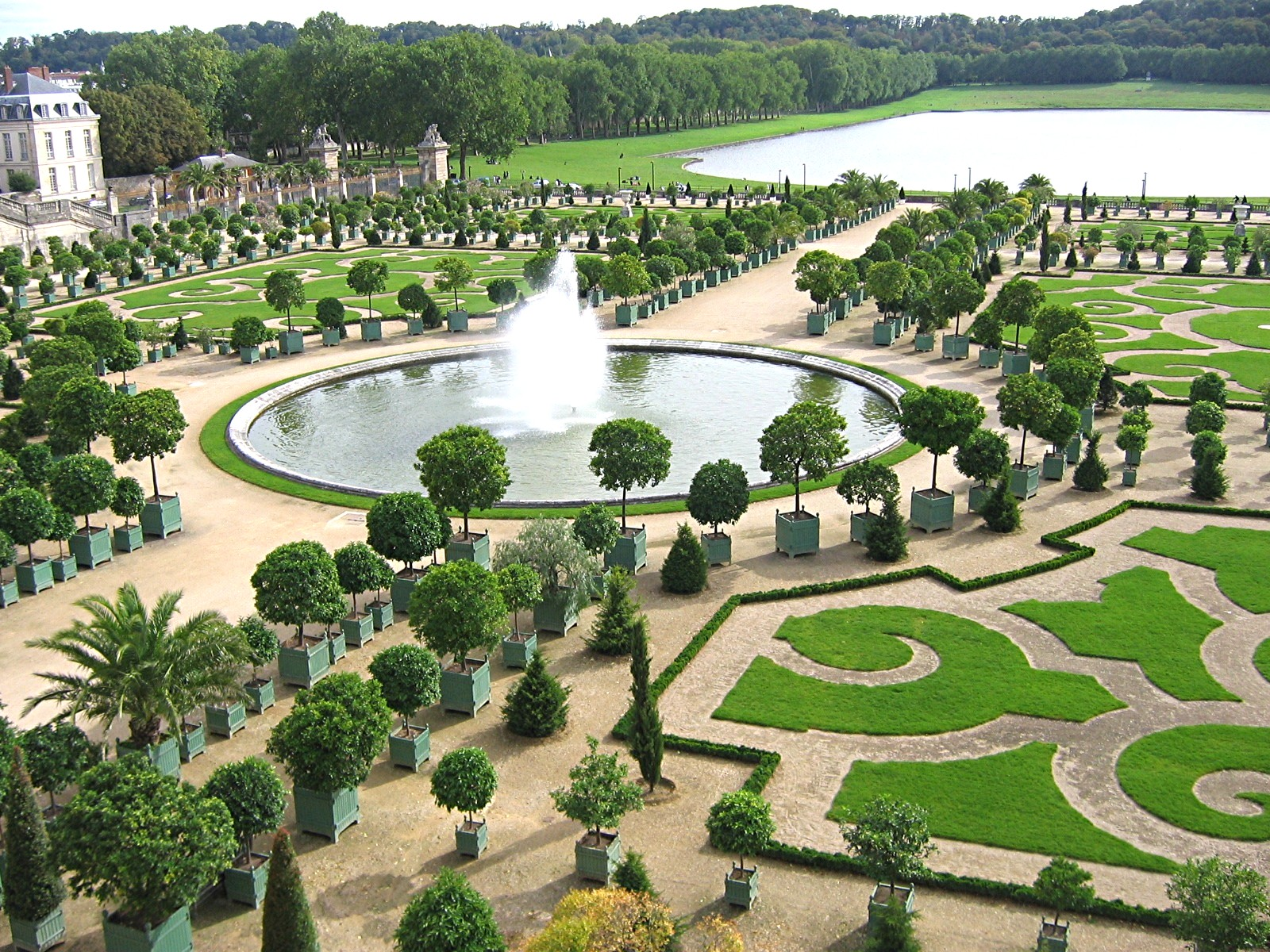
ヴェルサイユ宮殿庭園（フランス）

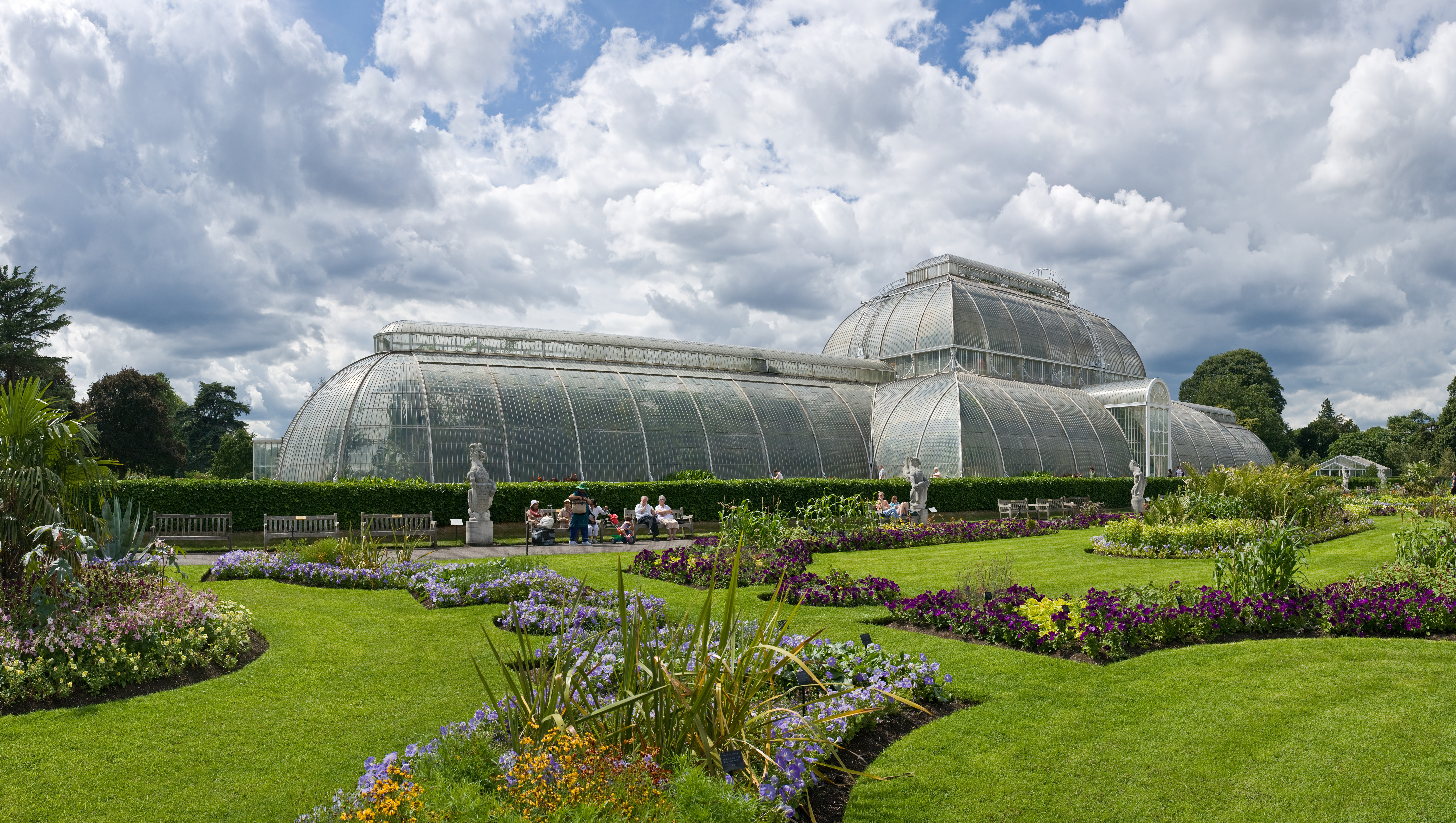
キューガーデン（イギリス）

造園（ぞうえん、造苑, landscape architecture）とは、庭園などの空間を造ることである。「造苑」とも表記され、韓国では「造景」としている。私的な空間である庭園や公共的な空間である公園などの緑地/緑空間を土木的な基盤整備し、意匠を植物や水などの自然素材、石等の鉱物資源などによって造ることである。
テーマパークなどの施設から、集落や都市の環境改善、自然風景地などにいたるさまざまな空間を対象に、計画、デザイン、施工、管理にまたがる技術の体系であり、造園そのものは古代から多くの文明で行われてきたが、職能の分化が明確になる近代では、建築、土木や都市計画などとともに環境づくり、環境デザインの主要分野のひとつを成す。また農学分野の中でも美的側面を重要視する専門領域である。最近では専門領域の区別はあいまいになり、分野間のコラボレーションや役割の入れ替わりなどが起こっている。特に景観の保全や整備に関する研究、計画、デザインなどはどの分野でも行われている。

## 概要
植物の栽培管理、水辺海辺、山林や里山、広場などの空間、水辺や森林などの空間整備、緑にからんだ都市計画、諸施設の外部空間整備や各種緑化施策、自然環境の保全保護や農空間・田園環境の創出、景観の形成や修正などがある。また諸施設の外部空間等の空間整備や各種緑化施策、自然環境の保全保護や観光農園や棚田などの農空間・田園環境の創出および、それら一連の調査計画〜維持管理、景観の形成および修正（修景）に関する分野、植木樹木生産管理、緑を創る植栽基盤整備、農園や園芸のうち家庭園芸やガーデニング、花壇などの展示植栽、園芸療法に関する分野も含まれる。
都市公園整備や観光農園や棚田などの農空間整備と田園環境の創出を始めとする造園資源や公的オープンスペースの確保等、また景観の形成に関する分野についても修景改善、また私的オープンスペースについても各種の助成・規制などの措置が講じられ、環境改善の努力は進められている。目指すべき魅力的な生活空間は、都市では広場や自然とオープンスペースを骨格とし、一人一人が異なったライフスタイルを楽しめ、豊かな生活風景を生む構造を持っていることが計画や設計の鍵となっているのである。
日本近代造園史上最初のハンドブックで、東京帝国大学農学部林学科造園学教室一水会における「造園研究会」活動(1931年以後)の成果をもとに約30人の執筆者による『造園ボケットブック』(造園研究会編輯,西ヶ原刊行会発行,目黒書店発売,1939 (昭和14年) では、 第1編 造園材料, 第2編 造園概説(意義,範囲,方法,様式,意匠), 第3編 造園計画(庭園,都市公園,動植物園,学校園,社寺境内,自然公園,国立公園), 第4編 都市計画 地方計画及農村計画, 第5編 森林の美的施業, 第6編 造園工学(構造力学,構造設計), 第7編 造園施工, 第8編 造園細部, 第9編 造園管理, 第10 編 造園関係法規, 第11編 雑記(造園教育,現場用語など) と分類がなされている。

### 造園という言葉
造園という用語については、明治以降、欧米から入ってきたLandscape Architectureの和訳として適用された言葉とされているが、これは1919年に原煕が東京帝国大学で行なった講義においてである。今日では従来の庭園や作庭という意味も含めつつ、より広範囲の観念をもたせたものとなった。「造園」の文字は出版書物としては明治26年に小沢圭次郎の著作『公園論』に登場するのが最初であるが、「建築」などの言葉も含め、これらは中国明時代の庭園書『園冶』：yuan yeh　にすでにみられる。元来明初、いまより600年前の陶宗儀(字は九成)の<曹氏園地行> の詩の中にあることを陳植が『造園・園林正名論』（北九州工業高等専門学校研究報告、日高一宇訳註,1995年1月30日、第28号別刷）で発表している。
その意味は現代の広義のランドスケープの理解に似て、広い対象空間に用いられている。
1901(明治34)年には福羽逸人の講義録に「造苑」の文字が登場し、1911(明治44)年には森鷗外が、画家出身の作庭家本多錦吉郎の著述物の序文に造園の文字を使用している。なお、上原敬二は著書の中で、「造園」の語は主に庭の関係ある者が「庭園」の代用語として日常用いていたと記している。明治初期東京に農業試験場は2箇所に存在し、その1つは新宿御苑の試験場で、もうひとつ開拓使の試験場が現在の青山学院大学のところに存在したが『東京市史稿』ではこれらを遊園篇に掲載し、伊藤ていじは開拓使が「農園」を造る意味で用いていたとしている。
言葉自体は明治時代にはすでに一般化していた言葉であり、いままで多くの人々によって様々な定義がなされている。「造園」という言葉の定義として、1917年田村剛は、“造園術とは、土地を美しく取り扱う術であり、または自然を享楽せしめる施設とはいえ、同時に他の実用・経済・衛生・保安・教化等の目的を伴ってもあえてさしつかえない"としている。また、1924年上原敬二は、造園学の定義として、“造園学とは、人間生活の上に使用、享楽のため種々の程度において美観と同時に利用の目的を達するよう土地を意匠設計する理論を考究する学術である"としている。さらに、1949年永見健一は、造園を定義して、「造園とは一定の上地の上において、その地形とその上にあるものおよび他から持ち込んだ植物その他色々の材料を組み合せて、これから創造された、または修飾加工して造成せられた一つのまとまった構成であって、それらを一次的目的として人の慰楽・休養・保健・鑑賞等の場たることを期し、第二次的目的として、保安・知育等の助長を図ることを原則とするが、政策的にはこれから経済収益を挙げることを目的とすることを妨げない」としている。
また、「造園」という言葉の英訳"Landscape Architecture"の定義もまた様々であり、1873年アメリカ合衆国のクリーブランド(H.W. Creveland、1814〜1900〉は、"Landscape Archltecture"(造園)を「文明進歩の各種の要求に対して、最も便利に、最も経済的に.そして最も優美にするように.ヒ地を編成する技術である」としている。また、アメリカ造園家協会 (ASLA: American Society of Landscape Architects) の定義によると「美学的並びに科学的な理論を活用して、人間の物的環境を改善することである」となっている。

### 業務としての造園
- 造園空間の施工と管理 
作庭行為、石材取扱、造園空間建設施工、樹木等植栽や立石など、空間の維持管理（剪定や植栽管理など）と運営管理　など
- 緑地緑化計画 
緑化空間構造策定　広域公園緑地基本構想基本計画　森づくり事業計画 広域緑地計画、空間地利用計画 緑と水のネットワークおよび回遊ルート　ドッグラン　エコロードづくりなど
- 名所・歴史的都市整備・名木の保存 
文化・自然遺産まちづくり推進の調査計画　整備維持管理　保全修景等調査　世界遺産ほか各種文化財申請資料等作成　など
- 緑地保全関連　 
自然環境保全基礎調査植生原図作成業務　緑地保全整備計画調査 森林・林業・森林空間総合調査事業　国有林活用計画調査　自然環境現況調査　地域自然資源調査開発活用事業　樹林保全整備設計　など
- 観光関連計画関連業務 
観光地修景緑化計画　探訪路環境デザイン策定　レクリェーションゾーン整備推進調査計画　野外博物館構想策定調査　など
- 環境影響評価関連業務　 
ゼロエミッションモデル解析　有機性資源循環システム研究　環境アセスメント実施　パブリックインボルブメント　　環境共生取組促進調査 CO2固定促進管理手法に関する調査　など
- 景観づくり・景観形成等 
景観計画に係る基礎調査　風致地区および地区計画地区における景観形成の現状および評価に関する調査　景観整備構想検討調査　景観形成地区計画策定業務　景観基本計画策定業務　景観推進事業　景観形成ガイドライン策定　街並みまちづくり支援施設整備や計画策定　ランドスケープ・プラニングによる広域計画策定　など
- 施設維持管理管理運営調査等 
来訪者・住民等が施設等に対するの意識に関する調査　利用形態・実態調査調査　各種影響調査（被害実態、管理形態、植生経年変化等々）
- 緑や環境をつくる法制度整備　 
各種の環境と緑の政策を策定（緑の基本計画　国土利用計画　環境整備計画　緑のマスタープラン　水辺のマスタープラン、環境ネットワーク計画　　緑化推進施設整備　回廊計画　各種計画の基本構想　　環境緑地保全計画・整備事業　広域緑地計画構想　市民農園農空間創出　地域緑農振興計画　近郊緑地保全区域の指定に関する調査…）
- 造園関連事業制度構築 
造園事業積算体系構築、植栽・管理等各種マニュアル等作成業務 資格管理運営（造園施工管理技士や造園技能士、登録ランドスケープアーキテクト（RLA)、技術士（建設部門、環境部門、農業部門）RCCM造園部門、樹木医、街路樹剪定士、植栽基盤診断士等々）など

業務の流れ
例えば、ある地区、地域、造成地等の造園空間を公共事業として進める場合に、(1)空間設定(計画地、路線設定等)(2)企画書作成(概予算策定)(3)基本計画(4)基本設計(模型作成)(5)実施設計(6)施工(ドメスティクなオーダー品)(7)施工監理(8)設計変更(9)竣工検査(10)引き渡し説明(11)維持監理計画(12)維持監理作業(13)維持監理検査

### 造園の特徴と意義
このように、「造園」の定義は様々なものがあるが、これらを要約すれば、造園とは美学的、科学的理論を活用しながら、美と実用すなわち休養、教化、保健、体育、保安等を目的として、自然(地形、水、植生等)その他の要素を編成(アレンジ)し、人間の屋外における理想的な物的環境を構成することといえるが、造園についての定義に従って、造園の意義を他の土木・建築といった広義の物的環境構成のための科学技術と比べてみると、造園における物的環境の構成は、自然(地形、水、植生・気象等を含めて)及び人工材料、施設がそのおもな要素としてなされること、特に植物に重点がおかれていることがあげられる。庭や街路、都市の広場など外部空間はすべてひとつの物理的な空間であり、人々はこの空間における人間と自然とのかかわりの現象を風景としてとらえるが、風景そのものは庭でも広場でもない。庭や広場はその形態要素や構造、素材の選択などを経て物理的空間として形成されてきたものである。
風景はこの物理的空間上でさまざまな現象や出来事が起こる場面の集積としてとらえられるが、そこには境界領域が明確な物理的空間と界隈のように人々が集まったり特定の行為や出来事によって意識化される、さらには人間のスケールを越えたプリミティブな、そうした自然空間をも含まれている。これらは特定の機能によって定義されるものではないから、あらゆる解釈ができ多様な使われ方が出来る。ノルベルクシュルツはこうした特定の性格をもつ空間としての場所を空間＋性格として捉え、それを地霊（ゲニウスロキ）と呼び、空間を知覚や印象、雰囲気という人間的で主観的な要素の集合体としてとらえうることを主張したが、このような場所には人間が自然の中に見出すものと人間が自然に干渉してつくったものとがある。土木・建築においてはその構成要素として無生物的要素を取り扱うことが多いのに対して、造園の場合には生命のある植物を主として取り扱いながら、前記の目的を達成しようとしているといえる。
この植物を主体とした物的環境ないし景観構成技術は、土木・建築が工事が完了した時点で“完成"であるのに対し、造園においては必ずしもそうとはいえないゆえんであり、造園の目的達成は工事完了後における生物である植物の管理いかんによって大きく左右される性格のものということができるし、屋外に存在する史跡や名勝、天然記念物など文化財を保存し活用するためにさまざまな形態での造園的な整備と維持管理も行われている。この場合整備形態としては現状を維持するものから復元的な整備（現地での場合と移転とがある）がある。さらに景観の項でもあるとおり、棚田や里山など空間資源を文化的景観（カルチュアルランドスケープ）としてとらえ、文化庁の協力の下田園風景や農村景観を造園技術で保全している。都市あるいは国土の緑の減少が憂慮されている現在、残された貴重な緑地を保全していくばかりでなく、また、積極的に新たな緑をつくりだしていくことが重要な課題となっており、うるおいのある生活環境の実現が強く望まれている中で、造園の意義は大きい。

## 造園の対象となる空間

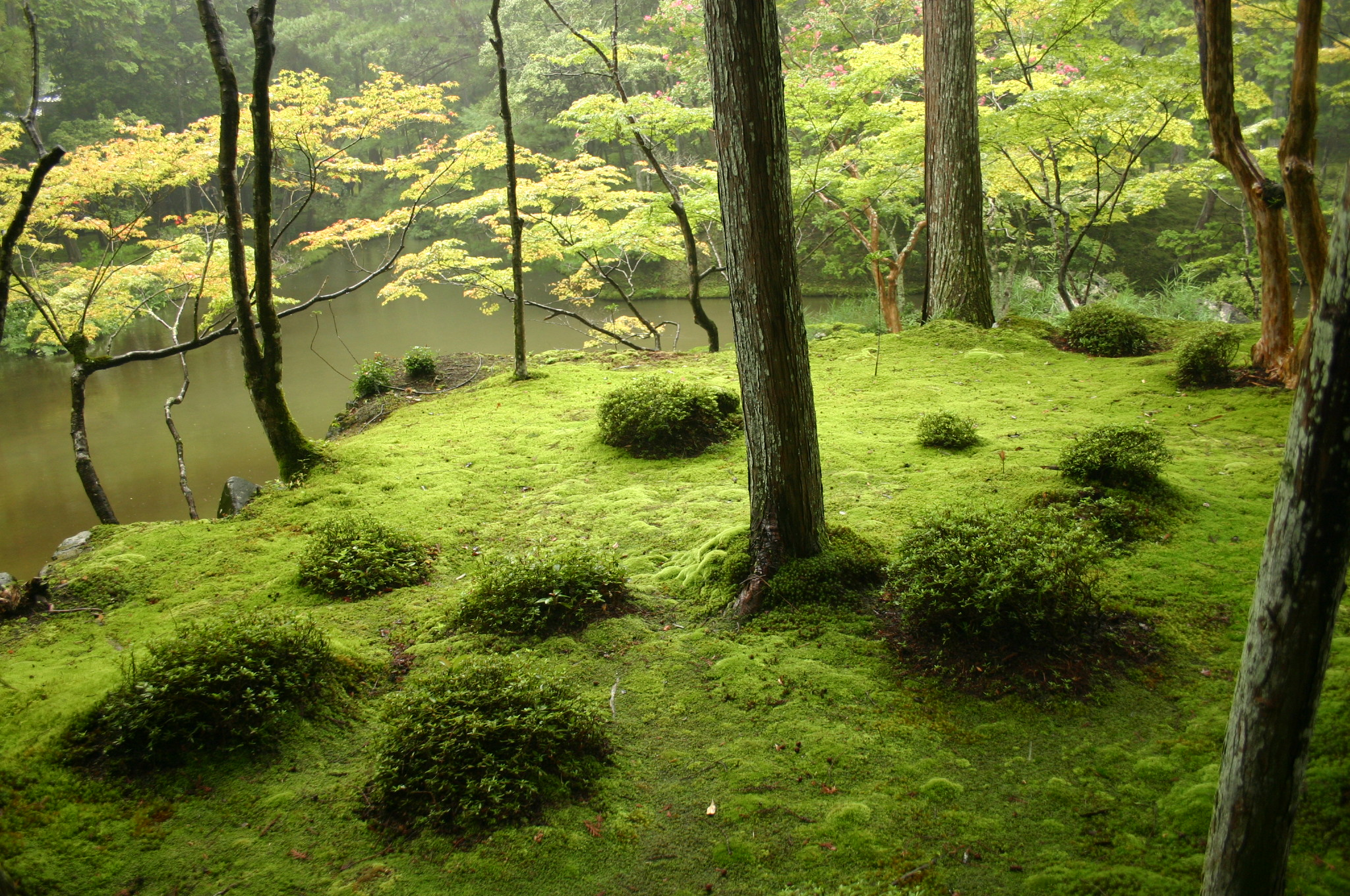
西芳寺

私的な空間である庭園や公共的な空間である公園などの緑地/緑空間を土木的な基盤整備、意匠、植物の栽培管理、石等の鉱物資源などによって造ることである。さらには水辺海辺、山林や里山、広場などの空間整備、緑にからんだ都市計画や地域環境整備、諸施設の外部空間等の空間整備や各種緑化施策、自然環境の保全保護や観光農園や棚田などの農空間・田園環境の創出および、それら一連の調査計画〜維持管理、景観の形成および修正（修景）に関する分野、植木樹木生産管理、緑を創る植栽基盤整備、農園や園芸のうち家庭園芸/ガーデニング、花壇などの展示植栽、園芸療法に関する分野も含まれる。
近年ではテーマパークなどの施設から、集落や都市の環境改善、自然風景地などにいたるさまざまな空間を対象に、計画、デザイン、施工、管理にまたがる技術の体系で、造園そのものは古代から多くの文明で行われてきたが、職能の分化が明確になる近代では、建築、土木や都市計画などとともに環境づくり、環境デザインの主要分野のひとつを成す。また農学分野の中でも美的側面を重要視する専門領域である。最近では専門領域の区別はあいまいになり、分野間のコラボレーションや役割の入れ替わりなどが起こっている。特に景観の保全や整備に関する研究、計画、デザインなどはどの分野でも行われている。
造園の扱う対象の範囲を考えてみると、造園が広義の生活環境を創造・保全するものであるとすれば、空間的に造園の範囲は、小さくは個人の庭空間から日常生活空間から広場などの都市諸施設や国土的スケールの生活空間まで含まれる。そして造園において造るという行為は、実際土木工学と同じようにその一連の調査計画〜維持管理まで拘ることとなる。特に個人の庭空間や農園および農風景の創出から発した造園は人間のあらゆる生活空間において快適性の享受等を行うことを目的としていることから、地域環境整備、諸施設の外部空間等や住む、働く、くつろぐ、交通という生活の様々な活動すべてにかかわる場が造園の対象範囲となるといえよう。
これらの造園の対象空間は人間の手を加えた山林や里山（二次林など）も含め広義の「緑地」という概念が一般的に用いられている。造園空間はまた管理行為が重要であり、管理行為自体が造園空間を造る行為にほかならず、並木や庭園植栽などは毎年複数の人間の手によって手厚く管理された二次的自然であり、その生態系の四季ごとの変容は高いアメニティ価値をもち、雑木林管理に採用される萌芽更新手法は、大きくなりすぎた樹木の伐採、切り株からの萌芽によって高さを抑え、樹林密度を一定に保つ。こうした生態系のシステムを生かして管理された二次林として雑木林は落葉広葉樹を主とすれば新緑から紅葉、落葉へと四季に応じて色変化が自然の豊饒さを感じさせる。雑木林など里山は明確な空間的輪郭をもっていないため、都市空間の中で都市との連続性が得られやすい特性をもち、そうしたコリドー型エコロジーが適正な管理によって守られ、結果として美しい記憶に残る風景を生み出しているのである。また建物内外に問わず設置される植物や緑のディスプレイおよび花壇などの展示植栽もあわせ、社会のニーズが求めうる多様な環境・緑化空間の創造や 維持管理を行っていく必要がある。
なお緑地の土木的基盤整備は農業土木行為であり農業環境工学という別分野であり、森林を扱うのも林業や森林施業などで厳密には林学/森林科学で扱う分野であり造園行為とは多少異にするし、現代社会において環境全体を扱うにあたり建築や土木施設があってほかに自然や森林と農業空間というだけでは生活空間創出は成り立たず、人間と自然との関わりの中からつくられるひとつの風景としてあつかう理論と方法論が必要となってきている。

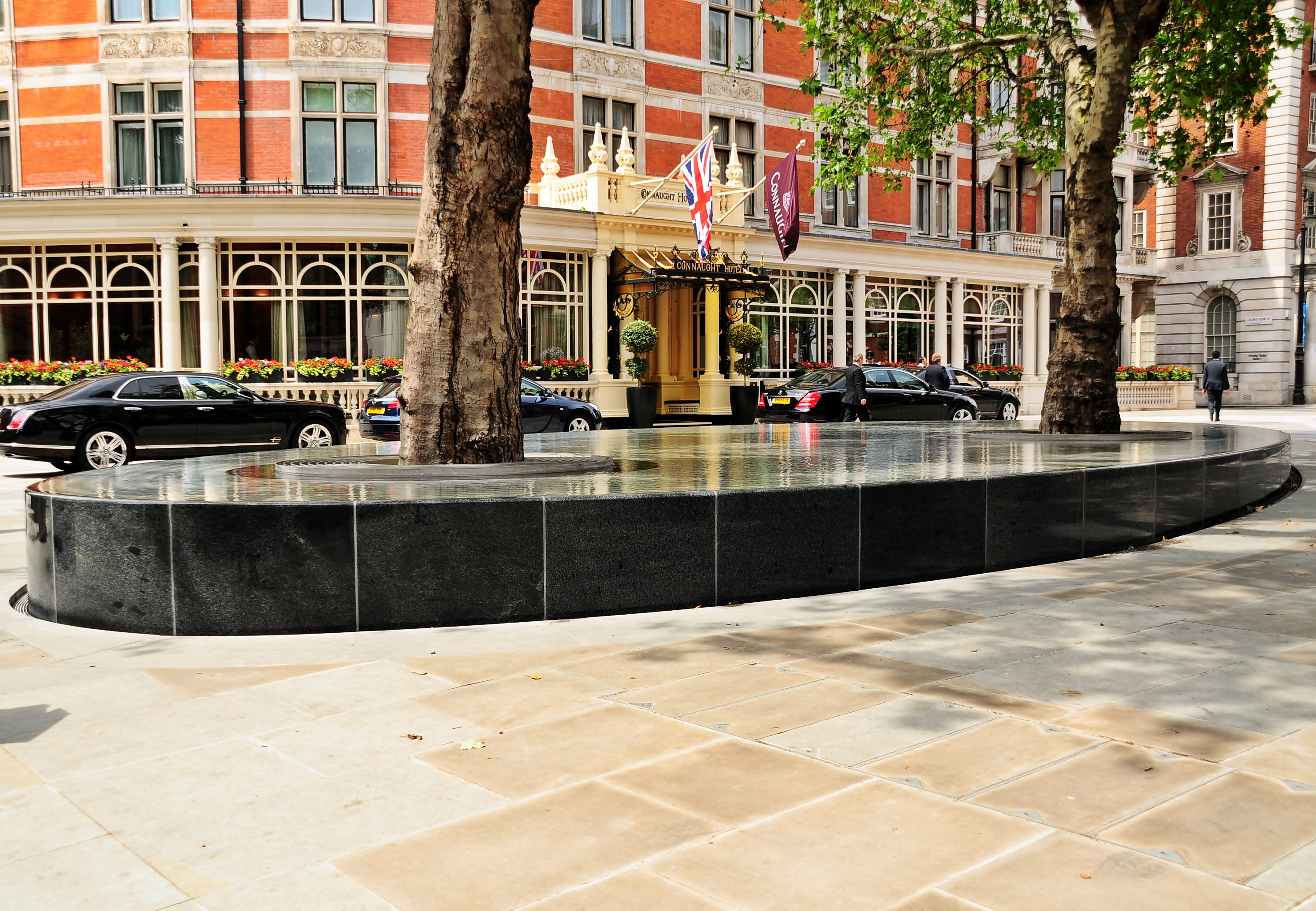
都市造園（ロンドン）

戦後における環境問題として、大都市地域を中心とした都市のオープンスペースや緑空間の急速な減少傾向やまた景観破壊の問題があり、昭和30年代以後の急激な市街化は近郊の山林や里山/二次林など諸空間、都市地域の内部およびその周辺地域の生活環境に大きな影響を与え、都市内外における自然環境および各種オープンスペースの減少、あるいは荒廃となって現れてきた。アメリカの都市思想家ルイスマンフォードによれば、期待されるオープンスペースとは健康と安全機能と共に、生物学的機能や社会的機能としてレクリエーションに役立つ空間であるべきだと述べられている。これに対し行政サイドとしては、都市公園整備や観光農園や棚田などの農空間整備と田園環境の創出を始めとする造園資源や公的オープンスペースの確保等が、また景観の形成に関する分野についても修景改善がすすめられた。また私的オープンスペースについても各種の助成・規制などの措置が講じられ、環境改善の努力は進められている。私たちの目指すべき魅力的な空間とは、都市では広場や自然とオープンスペースを骨格とし一人一人が異なったライフスタイルを楽しめ、豊かな生活風景を生む都市構造を持っていることが計画や設計の鍵となっている。

### 個人的な空間における造園
- 個人住宅における庭園・庭・外構の創出
  - ベランダガーデン；都市部ではマンションなどのベランダで花作りや栽培などが行われている。
  - 屋上緑化/壁面緑化、露地空間・坪庭の作庭、家庭菜園、アトリウム等内部緑空間や花壇・植物小空間創出、植樹・樹木管理等。

### 法人的な空間における造園
- 法人所有の諸施設などに設けられる屋上も含めた庭園や露地空間創出、山林/敷地空間の造園整備、壁面緑化
- 法人所有の諸施設・ビルなどの外部空間や緑環境施設等
- 遊園地やテーマパーク類のリゾート施設やゴルフ場/ゴルフコースなどのレクリエーション施設整備
- 学校法人などが所有の学校キャンパス、公共団体や宗教法人所有の神社や寺社の境内や墓地/墓園等。
- 産業が破壊した風景等の修復など-土砂/砂利採掘場所跡、ぼた山や工場跡地、廃棄物埋立地の造園的修復

### 公共的な空間における造園
- 公共庭園-公園-緑地-樹林地・樹林帯-公開空地-広場-行楽地、などの創出
- 街路樹-植樹帯-グリーンベルト、などの創出　法面緑化
- 史跡や名勝、天然記念物など文化財の保全修復維持管理、園的整備
- 各公共諸施設（○○センター、学校、駅、工場、港湾、空港、道路空間・・・）の非建蔽地、外部空間、造成地、埋立地、河川湖沼海岸等水辺、の緑地化・園地化および植樹
- 自然体験観察園等や、ビオトープ等の自然保護空間整備、○○パーク、××ガーデンといったテーマパーク物、「○○の里」、「○○の丘」、「○○の森」づくりなど
- 都市緑化フェア・博覧会場等会場計画設計・庭園や花壇出展展示

## 園地
造園でいう園地（えんち）とは、ある敷地で建物等が建っていない造園された個所、場所、空間のことをいうが、厳密な定義はない。公園や庭園はむろん含まれるし、線地や緑地帯、オープンスペースなども該当するが、それらの総称や厳密に公園ではないが、公園風に造園された場所などの呼称として使用される。たとえば、愛知県田原市には日出園地（ひいえんち）がある。

## 公益社団法人日本造園学会
公益社団法人日本造園学会は、造園において伝統的な職能が蓄積してできた技術と文化の上に、近代的な理論と科学的体系を構築することを目的として1925(大正14)年に設立。学会誌『造園学雑誌』改め『ランドスケープ研究』を発行。会員は、大学等研究機関の研究者・教育関係者から学生、国および地方公共団体公益法人等行政の造園事業担当者、造園事業に携わる民間のコンサルタントや設計事務所、建設会社、環境関連会社等に勤務する実務者まで、学会が対象としている分野も造園の歴史・原論・デザイン関連や公園緑地などの計画・設計・管理、自然環境の保全保護と利活用手法、造園材料と緑化技術、ランドスケーププラニングおよび景観の分析・評価・計画など、多種多様である。

## 日本の造園に関する教育と資格

### 造園に関する資格
日本の場合は造園工事の主任技術者、専任技術者となる建設業法の第27条に規定する技術検定制度に定める造園施工管理技士の場合で、大学や短期大学、専門学校や高等学校に設置されている造園科,農学科,森林科学科,林学科,園芸学科,生物生産学科,緑地環境学科,食料生産科学科,農業工学科,応用生物科学科,生物資源環境学科,生物資源学科,生産環境科学科,生物資源学科,環境保全学科,都市工学科,建築学科,環境デザイン学科などを検定受験資格指定学科と認定。該当する学歴と学科卒業レベルで実務後の経験年数を定め対応している。
造園技術と技能に関する高度な能力を備えている者を認定する造園技能士の場合は等級が特級から3級まであり、受検に際しては、原則として検定職種に関し所定の実務経験が必要となるが、必要とされる実務経験の年数は職業訓練歴や学歴等により短縮される場合がある。また造園に関する実技試験があり、一部の職種（作業）について実技試験課題の一部に労働安全衛生法関係法令等に基づく就業制限又は特別教育を要する作業を伴うため実技試験における安全確保から、受検に際し就業制限を伴う作業について関連の免許証等を携帯していなければ原則として試験を受けることができないことになっている。
官公庁や自治体,公的団体レベルの造園業務を行う建設コンサルタント（造園コンサルタント、ランドスケープコンサルタント）登録資格となる技術士の場合では、まず第一次試験を合格する必要がある。東京農業大学造園科学科などのようにワシントン・アコードへの加盟が認められている国際水準にある技術者教育プログラムでもある日本技術者教育認定機構(JABEE)による審査で教育プログラムが技術者教育プログラムとして認定されている場合、卒業生は認定プログラム修了者として、「技術士」の国家資格試験の1次試験が免除となり、2次試験までに必要な実務経験も7年から4年に短縮されることになる。第二次試験は造園以外の理工学技術全般も知識として問われる。部門は建設部門の都市及び地方計画や建設環境、あるいは環境部門や農業部門、森林部門などである。技術士は技術士法に基づいた国家試験に合格して登録した人に与えられる資格称号で、科学技術に関する高度な応用能力を備えている者を技術者として認定しているものである。
技術士と同様に官公庁等の公共の造園コンサルタント業務における管理技術者となることができるシビルコンサルティングマネージャ（Registered Civil Engineering
Consulting Manager, 通称RCCM)の造園部門の場合では、受験用件を出身学科は問わないが、学歴によって実務経験の年数を定めている。
日本においてもRLA：登録ランドスケープアーキテクト資格をランドスケープコンサルタンツ協会がアメリカのランドスケープアーキテクトと同様に設置している。日本のRLA資格認定試験の受験資格については学歴に応じて指定された年数以上のランドスケープアーキテクチュアに関わる業務経験が必要で、またこの業務経験年数に1年以上の主体的立場でのランドスケープアーキテクチュア業務が含まれている必要があるほか、学歴についてもランドスケープ系研究室にある指定学科卒業者と以外のものとで必要年数が異なっている。この資格制度の立ち上げにあたってアメリカの試験制度であるCLARBを参考にしているが、日本のRLAは、現在のところランドスケープアーキテクトを使用についての法的規制は無い。

### 造園教育の歴史
記録にある中で日本で最初の造園学校とされているのが、奈良時代に行基によって遠江国、現在の静岡県井伊谷に開基された臨済宗妙心寺派寺院の龍潭寺にあった禅宗の大学寮園頭科（えんずか）で、さらに学僧が実習として作庭した庭などが現存している。
造園の教育・学術が造園学として発祥したのは日本では明治時代である。そして造園教育機関を担ったのは、次々に設立された農学校、園芸学校である。
1886(明治19)年に駒場農学校と西ヶ原の東京山林学校が合併し東京農林学校(東京大学農学部の前身)が創設されていたが、1908(明治41)年には東京府立園芸学校(東京都立園芸高等学校の前身)、また奈良女子高等師範学校(奈良女子大学の前身)に園芸の科目が設置されている。1909(明治42)年には千葉県立園芸専門学校(現在の千葉大学園芸学部)が創設されている。初代校長である鏡保之助が翌年から「築庭理論」の名称の講義が開始されているが、後の1913(大正2）年には正式科目として、本郷高徳が東京帝国大学から転任して担当することになる。
当初は福羽逸人などの園芸家が造園に与えた影響が強かった。福羽逸人(1856〜1921)は当時の勧農局試験場、三田育種場詰をへて植物御苑(のちの新宿御苑)に入り、定年まで奉職する。その間、1890（明治23)年より東京農林学校講師となり、日本で初めて「風致園芸」の名で造園学を講じた。「園芸の区域を論ず」と題する講演筆記では、園芸の分野を画し、そこに造庭術と観賞植物栽培とを含めていった。
1903(明治36)年には、新宿御苑の園芸見習生のための講義録『園芸論』で、特にフランスの影響を強く受けた造園論を展開している。
造園学は続いて、林学が影響を与える。1903(明治36)年、日比谷公園を林学の専門家だった本多静六、本郷高徳らが設計する。本多らは続いて明治神宮の造営にも参加した。これ以降、農学系大学教育においては園芸系と林学系において造園教育が行われるようになる。
本多静六(1866〜1952)は農科大学のさらに前身の東京山林学校を卒業後、ミュンヘン大学に留学。ドイツの林学の影響を強く受けて帰国し、東京帝国大学教授に就任、ほどなくして日比谷公園の設計にあたり、林学系造園の泰斗として大いに活躍する。
1914(大正3）年には帝国大学で「景園学」の名で造園学を講義するに至る。造園学とは「庭園、公園、森林公園其他風景美を旨とする地物に対して其風景美を構成し、又はこれを助長する理論と方法とを講究する学なり」と講じた。
その後造園学の講義は、1919(大正8）年9月には改めて正式科目として開かれることとなる。この講義は福羽の後継者である園芸学講座の原熈教授と、林学第二講座の本多教授の両名が受け持った。
その後、原の担当パートは丹羽鼎三が担当する。本多のパートは本多が総論、田村剛が東洋庭園史、本郷高徳が西洋庭園史を担当し、総論はのちに森脇福雄が担当、さらには池ノ上容が国立公園と風景計画、太田謙吉が公共緑地学、千葉県立園芸から小寺駿吉が出講して特論を担当している。
東京府立園芸学校では1913(大正2）年から、野間守人が講義を担当している。
関西では、1888年9月大阪堺区車之町に大阪府立農学校が設立。1909年3月には園芸科が新設される。
1917(大正6)年には教諭として、のちに「甲子園花苑都市」、「藤井寺花苑都市」構想を手がける大屋霊城が赴任する。1924年には園芸科は分離し、豊能郡立農商学校と合併して大阪府立園芸学校（現大阪府立園芸高等学校）になる。この学校には1944年、園芸科、農芸化学科の2科をもつ大阪農業専門学校（大阪府立大学生命環境科学域の前身校の1つ）を併設する。
大屋霊城（1890〜1934）は1915（大正4）年東京帝国大学農科大学農学科卒業。大阪府の公園設置委員会委員や大阪府技師、都市計画地方委員会技師を歴任。大正期から昭和初期にかけておもに関西を拠点に造園設計、造園教育に携わる。gardencity(田園都市)を花苑都市と訳し、専ら都市にある緑空間の必要性を世に説いていった。
建築教室では東京帝国大学で1918(大正7)年ごろに「庭園学」として講義が始まり、初期は伊東忠太と大江新太郎が担当し、後には農学部林学教室の田村剛が担当している。建築ではジョサイア・コンドルが1893(明治26)年に博文館出版から日本庭園に関する書物「Landscape Gardening in Japan』を刊行し、世界中に紹介しているが、上原敬二によると、1902年ごろには特別講義のような形式でコンドルが担当していたようである。ちなみに不採用だったが本多静六の前に日比谷公園の設計を担当したコンドルの弟子辰野金吾は、自分の教え子の古宇田實に西洋庭園の、また天沼俊一に日本庭園の研究を勧めている。『フレッチャア建築史』（1919年、岩波書店）の翻訳者として知られる古宇田は、日本人建築家として最初に庭園の研究に着手した人物と指摘され、後にまとめた『建築と関係深き庭園』（1933年、日本建築学会パンフレット）で主に洋風庭園を多く取り上げ、名庭園と建築を事例として空間構成を解説している。古宇田は大学院修了後1905年から東京美術学校（現東京芸術大学）で庭園に関する教鞭をとり、のちには吉田五十八が担当する。吉田の日本庭園の好みは石を嫌い、大和絵のような庭を好んだとされる。天沼はのちに武田五一によばれた京都帝国大学では建築史を担当し、石灯篭の研究で名を馳せることになる。そのほかの建築学界からは武田五一が茶室の、保岡勝也が茶庭の、佐藤功一、今和次郎、谷口吉郎、堀口捨巳、吉田鉄郎が庭園の研究を行っているほか、西沢文隆は1970年から日本各地の庭園の実測を開始し、庭と建築が一体として表現された実測図を多く残す。それらを透けた空間、密な空間、歩く庭、庭と呼ばれない庭の4種に分類している。
また、東京帝国大学の農科大学林学実科では1919(大正8)年から田村剛、1922(大正11)年からは永見健一が造園の講義を担当する。
1922(大正11)年には九州帝国大学に林学科が設置され、東京帝国大学の林学教室から土井藤平が転任し、「造園学」を講義した。1926(大正15)年からは永見健一が転任して引き継ぐ。
1923(大正12)年に関東大震災に見舞われたことから、帝都の復興計画に関わった上原敬二は公共造園の重要性を感じ、造園技術者の養成が急務であるとして、震災の翌年に渋谷・常磐松の東京農業大学のキャンパスの一角を借りて東京高等造園学校(現在の東京農業大学地域環境科学部造園科学科〉を設立し、自ら校長となる。上原は『造園学汎論』を出版し造園学の体系化を目指した。
1924(大正13)年には京都帝国大学の林学科にも造園学講座が開講し、東京帝国大学から関口鍈太郎が転任、同じ年三重高等農林学校（後の三重大学農学部）は丹羽鼎三が転任する。1936(昭和11)年に大阪府技師の森一雄が造園に関する授業を嘱託される。
昭和期には、1941(昭和16)年には前述の東京府立園芸学校に造園科が設立されている。
第二次世界大戦後、1960(昭和35)年以降、各地の農業高等学校に造園科が開設され、大学農学部にも次第に造園コース/造園学講座・専攻を持つところが増加し、また、専門学校や職業訓練校（現、職業能力開発校）でも造園科を設けているところが多くなっていった。さらに近年では芸術・工学関係の大学・学部などでも造園学を教える学科を持つようになり、広く環境を考えるという視点から教育が行われている。

#### 森林美学
なお、北海道大学では農学科は花卉園芸、林学科は森林美学の講義があるのみであった。森林美学はドイツの林学者ザリッシュによって林学の体系の一部門として確立された。彼は森林美学を「施業林の美に冠する学」と定義した。施業林とは林学用語で人手を加えて管理する森林を意味し、その典型的なものは人工林である。ザリッシュは施業林において経済的な利益を追求することと美しい森林をつくることは基本的に調和すると主張した。北海道大学教授新島善直の『森林美学』は1918年(大正七）年の刊行でザリッシュの刊行から七年後のことであった。ザリッシュの影響を強く受けたものであることは目次構成などからも予想されるが、必ずしもその直訳ないし模倣ではない。まず第一に、天然林の美を重要視していること、第二に風景要素としての森林美を重視していること、第三に説明の材料を日本の森林にとっていること、などが特徴としてみられる。

### 造園業に関する職業訓練
造園では造園教育のほかに職業訓練が造園業#造園業に関する職業訓練にあるとおり造園専門の職業訓練が設置されている。このほか造園科の名の付く職業訓練施設や学校教育以外の研修施設、造園に類似した訓練科を持つ職業訓練施設などがあり、それぞれの校で造園業務の訓練が行われている。

## 各国の造園の教育と資格
多くの国ではこの職業の地位を保護し、その利益を促進し、時には造園業の慣行によって規制をかけるために専門家コミュニティメンバーからなる専門機関が存在する。造園業の実施を規定する法的規制の標準と拘束力は国によって異なるが、職業とするために免許を必要とする国もある。そして規制をほとんどまたは全く受けない場合もある。ヨーロッパ、北アメリカ、南アメリカの一部、オーストラリア、インド、およびニュージーランドでは規制が設けられた職業である。
ランドスケープ･アーキテクト資格についてはランドスケープ#ランドスケープアーキテクトを参照。

### アメリカ

#### 造園に関する教育
アメリカの造園教育には造園専門家にあたるランドスケープ・アーキテクトになるためのランドスケープ学科でのランドスケープアーキテクチュア教育が該当し、大学もしくは大学院で行っており、卒業・修了事項は最低限の雇用条件としている。基本はアメリカには建築家職能団体でアメリカ建築家協会AIAというのがあるようにASLA (American Society of Landscape Architects　全米ランドスケープアーキテクト協会) という協会組織があり、この組織公認の大学プログラムを修了する必要がある。プロフェッショナルを目指す学生はASLAに認可されたプログラムを持つ大学のプログラムを修了していることがなるための第一段階である。その卒業資格は、ランドスケープ・アーキテクトの資格(RLA – Registered Landscape Architect)を取る際に必要で、その後、州によって年数は異なるが、2ないし3 年の実務経験を経れば、資格試験の受験資格が得られる。また大学院生ならばライセンスを取得するためには2年間の実習が必要となっている。大学側もプログラムの審査が二，三年に一度があるので学校側も教授陣もよい学生を集めて優れた授業を提供することが教授陣のキャリアにも直接つながっている。必須科目の段階で総じてコンセプチュアルなデザイン思考を育成し、その一方で造園構造や造園施工図面などの実務的な授業も組み込むほか、実際のクライアントを招いてのプロジェクトまでをも授業の課題として提示されたり、夏季休暇期間でサマーインターンとして造園設計事務所で実践を手伝う学生も幾人かいる。
米国のランドスケープの大学院には、デザイン系の勉強を既にした人の場合は1年ないし2年間で、修士号を取得できるが、今までデザイン関係の専門分野を学んでこなかった人にも、きちんと教育し、実践が積めるよう3年間の教育も用意されており、ランドスケープの修士を取得に来る場合には、多くの他分野から来た人達がいるのも特徴的である。大学院レベルでは既に関係分野での実務経験のある学生もいるため、互いに学ぶ関係であることも多く、大学で学ぶ状況から卒業後、即実務を発揮できるよう移行できる環境下におかれている。
アメリカでは1960 年代後半の計画·設計におけるアセスメント評価などから、 1970年代に入りエコロジー, そして近年はエナジーの問題が大きくクローズアップされていた（田畑貞寿:諸外国における造園教育の実態一U.S.A における造園教育の概況、造園雑誌, 42(1979)。

#### 造園に関する資格
現在では、PLA（professional landscape architect）と呼ばれているRLA(登録ランドスケープアーキテクト)がアメリカの造園に関する仕事を遂行するランドスケープアーキテクトとしての十分な知識・技術・能力があること示すライセンスであり、ランドスケープアーキテクトとして資格を習得が必要な職業である。資格の管理は各州で行っているため、州に資格を登録する必要がある。試験に合格すれば、自分が活動する州政府に登録を申請するが、各州毎に資格が管理されているため、例えば自分が登録している州外で、公共の仕事をして、自分がサインする立場にあるとき、わざわざ、その別の州での登録も必要になる。
米国のほとんどの州でLicensure Laws(ライセンスに関する法律)を定めてあり、ランドスケープアーキテクチュアに関する業務遂行、さらには、ランドスケープアーキテクトと名乗ることは、RLAライセンスの保有が無い場合は違法となっている。ただし法律にの定めに関し実際、州ごとにランドスケープアーキテクトに関してPractice Act、またはTitle Actでの場合とがあり、Practice Actの設定された州では、ランドスケープアーキテクトと名乗る他に、業務をすることについてもRLAのライセンス無しでは禁止されている。Title Actの州の場合ランドスケープアーキテクトと名乗るのは禁止であるが、ランドスケープアーキテクチュアの業務を行うのはかまわないとしている。前述の組織ASLAでは、現在、全ての州にPractice Actを採用してもらうことを目指している。指定大学卒業後の登録において、おおむね1年から3年の(指定大学以外では9年の)実務経験を必要とする条件となっているが、州によって年数は異なる。また州によってライセンスを特に重視しないこともある一方で逆にニューヨークやカリフォルニアなどの州では高い基準を要求する。こうしてランドスケープ・アーキテクトの場合は州ごとライセンス取得が必要なため他の州のライセンスも取得してあるとアメリカ全土にプロジェクトを持つ設計事務所などへの就転職には有利に運ぶ。プロジェクト・マネージャーで成功している人がまだ登録していないということはあるがそれは大きい設計組織ならライセンス取得者が一定数社内に居るため、取得者らが最終図面をチェックしサインすることが可能であるからである。
アメリカのランドスケープ・アーキテクトもアメリカの建築家の登録試験AREのような試験としてLARE (Landscape Architect Registration Examination) という試験を設けており、米国では認可は州レベルでもまた全国的にも資格試験や職能の規準を管理するシステムNCARBを設けてCLARB (The Council of Landscape Architectural Registration Boards、ランドスケープ登録委員会) が管理監督している。LAREの場合は合格し即資格登録はできないのであるが、受験自体は学生の時分から可能となっている。AREでは試験がコンピュータ化されており試験場まで出向くということはなく都合の良い日程で受験できるが、LAREの方は年二回試験会場で決められた日程で試験会場に赴き手によるマークシートへの記入方式で受験する仕組みとなっている。
また州によって期間はさまざまであるが数年に一度更新が必要になっており、資格の所有者はCE(Continuing Education）の単位を取る必要がある。CEは講習会や米国での造園学会の会議での講義、現在では、ウェブサイト講習でも取得することができる。これらを所定の期間までに取得し講習会を受け、州の資格を管理する部署(DBPR)に申請する。Advance Codeにあたるものはユニバーサルデザインに関する法規ADA(American Disability Act）や建築基準法に関するBuilding Codeの講習を受ける必要がある。講習内容はA)実務のための規制と管理，B)実務におけるプロジェクト要件の分析，C)プランニングと敷地デザイン，D)構造と材料，E)造成，排水，雨水管理，となっている。ただしアメリカは各州で法規制の事情が異なるほかに気候や植生も多様である。このためLAREの6科目にはその州独自の科目が含まれており、上記項目に加えてその州のセクション、当該州の植栽と法規制を含む実務のための科目を加えた6科目としている。
造園・ランドスケープ・アーキテクチャは米国労働統計局による平均以上の成長の専門職として同定されていると、2006年に2007年、2008年、2009年と2010年にベストジョブとしてUSニューズ＆ワールド・レポートのリストに記載されていた 。アメリカ合衆国のランドスケープアーキテクトの全国協会組織には、造園家アメリカ協会がある。

### イギリス
イギリスでは, 生物学ごとに生態学をベースとした環境科学の一環としての造園の研究教育を志向していた（石井 弘:諸外国における造園教育一英国における造園の研究、教育事情,造團雑誌,42 (0)(1979)。
英国の同職業団体はランドスケープ・インスティテュート （LI）である。それはランドスケープの専門家や大学の造園コースを認定する公認団体である。現在英国には15の認定プログラムがある。LIの会員資格は、学生、学者、専門家が利用でき、3,000人以上の専門資格のある会員がいる。協会はランドスケープアーキテクトの仕事の支援と促進を含む会員を支援するサービスを、同職から提供される特定の専門知識に関する公衆および産業への情報およびガイダンスから、彼らの経験を基にしたいと考える学生や専門家へのトレーニングや教育アドバイスまで提供する。2008年にLIはランドスケープの研究を奨励するために「ランドスケープアーキテクトになりたい」と題した大規模な採用活動を開始した。このキャンペーンは造園職の知名度を高め、持続可能なコミュニティの構築と気候変動との闘いにおけるその重要な役割を強調することを目的としている。
LIでは、教育慈善団体としてもこれまでランドスケープの推進保全活動を行ってきていたが、その後LIは長年の功績を認められ1997年にロイヤル・チャーター(王室認可)を取得し職能団体とも認められており、認可を得たことでランドスケープ関連の問題や政策に対する権原が与えられた。会員登録にはステータスと質を守るためにその資格を取得するまでの課程を厳格にしているが、その課程は次の通りとなる。
園芸造園施工でならば会社に入社して習得していくというスタイルであるが、ランドスケープ関連の職業を生業としていこうと考えるのであれば、高校を卒業し、大学で3年制のランドスケープ学科を専攻し学位の取得を目指すことである。大学はLI公認プログラムを有する大学を選択が近道で、大学の教育はプロフェッショナルの養成を目的としているので実務に沿ったプログラムが設定されている。そのため大学に通う3年間で実務に必要な技術や知識、能力を身につけることができる。もし学部で他の学位を取得していた場合は、1年間のコンバージョンコースと1年間の修士課程を修了することで、プロセスに替えることができる。その後実務訓練 (Year Out）のほか1年制のランドスケープ修士課程が備わっており、LI会員登録には各課程の修得が必須となっている。 修士プログラムは大まかにランドスケープデザイン、プランニング、メンテナンスの方向性に分かれており、自分のやりたい分野に応じて授業を選択し単位を取得。なお修士課程は研究より修士設計に重きが置かれており、約半年間かけて行われるが全単位の半分を占めている。
資格取得には修士課程へ進学する必要があるが、進学条件には、造園学士取得後に最低1年間の実務経験を積むことが必要で、人によっては1年以上の経験を積む場合もある。そうして実務経験を経て修士課程へと進学。修士課程を修了するとP2C (Pathway to Chartership)と呼ばれるチャーターシップ取得課程に登録することができることになる。P2Cとは実務経験を積みながらLIの定めたシラバスに則りプロとして必要な知識と判断力を養っていく学習課程のことで学習内容には倫理、法律、環境規制、業務管理、施工管理、開発許可申請法が含まれる。そしてそれぞれの分野の学習進度は会社内のメンターによって査定され進捗状況に応じてポイントが付与。それと同時に実務記録を提出し外部のスーパーバイザーからアドバイスを受ける必要がある。チャーターシップの受験資格を得るにはメンターからの推薦とスーパーバイザーからの承認も必要で承認後は年に2度行われる口頭試問形式の試験を受験。合格者にはCMLI (Chartered Member of the Landscape Institute)と言われる会員資格が与えられる。CMLIのステータスはイギリス国内だけでなく国外でも認知されている。

### ドイツ

#### 造園に関する教育
ドイツの大学では旧西独時代は計画者科学者養成教育に重点がおかれ, より研究的傾向が強くなる一方, 専門大学で建築部門や維持管理など技術部門に重点がおかれ,より実務応用技術的傾向が強くなっていた（勝野武彦:諸外国における造園教育一西ドイツにおける造園教育,造園雑誌, 42 (4) 1979）。
ドイツの多くの大学や高等専門学校では、入学の条件として最低数カ月から1年の実務経験を課している。その経験がないときは、カリキュラムの中に1学期または2学期間の「実務講座」がある。これは苗木生産業や造園業といった会社で行われる場合と、専門学校で行われる場合がそれぞれ半数である。同国では就職困難な昨今の状況下で、就学前に実務経験を終えた卒業生は、実務経験の少ないものに比べてはるかに就職に有利であるという経験的事実がありまた造園の実務者が、学問の場と密接な交流を持つことは、実務の現場から教育分野へのフィードバックを保障するという意味で大変重要なこととされている。同国では造園家協会からの提案により、実務者と大学関係者の恒常的な会合が持たれている。
多くの学校で、最低4学期間(2年間)の基礎学習の期間があり、造園専攻の全ての学生がこれを履修する。同国の造園がプロジェクトデザインと景域計画という2つの主要な専門分野に分かれていることに対応して、次の段階ではプロジェクトデザインと景域計画の両分野の専門学習に分かれる。大学と専門学校のカリキュラムは、造園の範囲がいかに広いかを示している。
園芸高等専門学校を例にとると、ベルリンを含めて4校。教育年限は6学期間(3ヵ年)で、園芸技手を養成する。大学はベルリン、ミュンヘン、ハノーファーにある。入学資格は、最低年令制限は18才で大学入学資格所有者、および農業高校、農業技手学校を優の成績で卒業し、とくに農業系大学学部入学資格証書を与えられたものもしくは1年半の農業実習終了証、プラクティカント(Praktikant)試験合格証を取得していることである。実習は少なくとも2夏学期を含むことである。この実習は大学入学志願者の実習教育をおこなうよう承認された経営農場で行なわれることが必要である。プラクティカント試験は所轄の農業官庁が所轄農学部代表者の協力をえておこなわれる。
教育課程・年限・科目・試験:修学期間は最小8学期間(4ヵ年)。修学は2学科、すなわち園芸学科と造園及び風致学科にわかれる。
造園及び風致学科の場合最初の2学期間は自然科学を履習する。試験は植物学、化学、物理、測量学、および学部の定めた科目表のうち選択科目についておこなわれる。その後学士予備試験があり、合格後、造園学専攻および風致学専攻にわかれる。第一次学士本試験(第6学期後)では非専攻科目を受験。合格後は少なくとも2学期間専攻科目を履習する。第二次の本試験は第8学期後におこなわれる。

#### 造園に関する資格
造園の法的裏づけが専門的義務を能率的で効果的に果たすためには、どんな条件の下で働くかが重要であるが、ドイツでは少なくともヨーロッパの隣国のいくつかと較べてみると、これらの条件は非常にととのっているといえる。
ドイツでは建築家、造園家、インテリアデザイナーに対しては、強制的な職業登記制度を持っている。これらの三つの職種は州で法人格の"建築家会議所"を通じてつながっている。連邦建設法は、建築家、造園家、インテリアデザイナーの資格が法律の保護下にあることを明記している。大学又は専門学校を規定の国家試験を通って修了し、相当の卒業証書や学位記を手にしたものだけが"会議所"に登録できる。建設家名簿に載る資格が与えられるには、卒業後の2か年の実経験が必要であるが、この建築家協会は全ての専門家達が高い道徳的規範と高度の専門技術を維持するように指導する役割を有している。この中には、連邦政府が「建築家および技術者の報酬に関する規定」といった一連の規則を監視することも含まれている。ドイツでは全ての建設事業において、建築許可を申請する際に、建物の設計書類と共に、オープンスペースや修景に関しての設計書類も提出するよう指導されている。これは地域の街なみ景観と快適性、そして福祉に対して、修景がいかに重要であるかが認められたからでもある。
景域計画は、連邦自然保護法とそれぞれの州の自然保護法のもとに位置づけられている。そこでは景域計画を各種の計画のひとつとしているが全ての州で義務づけられているわけではないし、景域計画の法的位置は州によりまちまちである。
例えばバイエルン州では州憲法に環境保護が含まれていることである。つまり環境保護は州が全ての事業において考慮しなければならないことになっており、市民の人権の保護や私有財産の保護と同じレベルで法的に扱われるということである。
造園の複雑性と特殊性を考えると、大学や専門学校のレベルでも最低4-5年の専門教育が必要とみられ、1986年ブリュセルでのヨーロッパ共同体(EC)の会議で、当時のEC加盟国全てで通用する卒業資格内容が明文化され、EUとなった現在でも共同体内の大学か専門学校で建築、造園、インテリアデザインの卒業資格は、それが最低4年以上の履修によって得られたものであるということになっている。

### フランス
フランスではかつては都市計画家を大学で養成し, 造園家は農業省に属する国立園芸の高等専門学校で養成され、仕事も造園家は都市計画を行うことはめったになく 決められた公園緑地用の敷地をどう計画するかに限られていることが多かった（金田資郎:諸外国における造園教育一フランスの造園教育について、造園雑誌,42(4) 1979）。
フランスでは造園に関する資格は教育課程の修学によって区分され、10種類以上存在する。
資格レベルVとして、職業教育免状(BEPA) Travaux paysagers　か、職業適性証(CAPA) option Travaux paysagers。資格レベルIVとして職業バカロレア(BAC) Aménagements paysagers　か、BP Aménagements paysagers。
資格レベルIIIとして、上級技術者免状(BTSA) Aménagements paysagers。資格レベルIIとして、ENSP卒業 か、職業学士。資格レベルIとして、修士号、博士号　がある。
造園師・庭園技術者従事者についてフランスは厳格な階級制に基づいた世界があり、国内の庭園・公園の管理に限れば、大きく分けて①自治体、②民間法人、③省庁の3つの機関が存在するが、ヴェルサイユ宮殿・庭園の場合は行政的公的施設法人の一つであるヴェルサイユ宮殿・博物管財団 (Etablissement public du château, du musée et domaine de Versailles)によって管理されている。同法人は、フランスの公施設法人の中でも行政的な役務に特化しており、法によって定められた一定の自立性を与えられている。また、 文化・通信省の後見監督を受け、法令上は行政的性格を有する。 同法人が管轄する庭園の敷地総面積は約850haで、その大半が林や森であり、しっかりと管理が施されている庭園面積は約93haある。この広大な庭園の維持管理を任されているのが、庭園課に所属する直営庭園技術者たちである。「ヴェルサイユ庭園課」と「トリアノン及びマルリー庭園課」の2課が存在し、前者は宮殿付近の庭園部の維持管理を、後者は王妃の村里、トリアノン庭園及びその公園部と、マルリー庭園を維持管理している。この広大な庭園で迅速かつ効率的な維持管理を行うために、両課とも厳格な組織体制が組まれている。 例えば、ヴェルサイユ庭園課は 「温室 (5名)」、「オランジュリー(6名)」「北花壇(3名)」、「南花壇 (3名)」、「ラトナ(5名)」、「多目的(2名)」「機械整備(1名)」の6つの作業チームから構成されている。一方、トリアノン及びマルリー庭園課の方は、 7チームから構成されている。うち正規採用の庭園技術者は約20名ほどで稼働。
これらの庭園技術者たちは、文化·通信省に正規採用された技術者で、 ヴェルサイユ庭園以外にもチュイルリー公園やフォンテーネブロー公園などといった同省が管轄する庭園に配属される。 採用には試験が課されているが、難関でかつ試験日が不定期なため合格するのに数年費やす人もいる。採用後の昇任もすべて試験で認定されており、役職が上がるにつれ、 求められる資質や課題が段階的に変化する。つまり、 技術から理論へ、短期管理から長期管理へ、チーム統括から数チームの総合統括へ、小庭園から大庭園へと、 管理規模や問題意識の総合性が増す仕組みとなっている。このように、フランスの庭師たちは王政時代を紡俳させる厳格な組織体制の下で日々の維持管理に従事している。
管理・事務職を含めた課員総数は約40名程度で、6~8月の繁忙期にかけては臨時職員を加え80名ほどになるという。

### アルゼンチン
1889年よりフランスの建築家・都市デザイン系の造園家カルロス・タイスが同国に来てから、同国首都の公園や公共の庭を構築することを勧め、それは結局規制をうけた専門職の誕生へと促したが、専門職養成所としてUBAブエノスアイレス大学の「UBAファカルタード・デ・アルキテクトゥラ・建築都市デザイン学部」が、アルゼンチン都市計画省とブエノスアイレス植物園研究所によって管理運営されている。

### オーストラリア
オーストラリアのランドスケープアーキテクト協会 （AILA）はランドスケープアーキテクトの大学の学位と法定以外の専門家登録認定を提供。AILAによって認定されている造園家はオーストラリア内の6つの州と地域にまたがって「登録ランドスケープアーキテクト」という称号を使用している。
AILAの職業認定制度は、キャンベラのAILA国内事務所によって監督される国内制度である。AILA登録を申請するには、申請者は通常、大学の資格、最低実務年数、および職業経験の記録など、いくつかの前提条件を満たす必要がある。
オーストラリア内の造園家はランドスケープアーキテクトとして計画、設計、管理および研究の広い範囲をカバーしている。政府および民間部門の発展のため専門設計サービスから専門家証人としての助言まで行う。

### カナダ
カナダでは造園は法務や医療行為のように州法に準拠した自主規制型の職業である。たとえばオンタリオ州での同職業は、オンタリオ造園協会協会規則に準拠して、オンタリオ造園協会によって管理されている。オンタリオ州、ブリティッシュコロンビア州、およびアルバータ州のランドスケープアーキテクトは、完全な職業上の地位を得るための前提条件として、LARE（ランドスケープアーキテクチャー登録試験）の指定された条件を満たす必要がある。
州の規制機関は国家組織であるカナダランドスケープアーキテクト協会/カナダ建築家協会 （CSLA-AAPC）のメンバーであり、CSLA-AAPCの個々のメンバーシップは州または準州の構成要素の1つに加わることによって得られる。

### イタリア
AIAPP（イタリアランドスケープアーキテクト協会）は1950年に結成された造園家ランドスケープアーキテクトによるイタリアの協会で、IFLAおよびIFLA Europe（以前はEFLAとして知られていた）のメンバーである。AIAPPは建築以外の分野でトレーニングや経験を積んだかどうかにかかわらず、建築家協会に建築家、造園家、プランナー、そして保全家に関する新しい称号を与えた新しい法律に異議を唱えているが、イタリアではつぎのようにランドスケープに関わるいくつかの異なる職業があるからである。
- 建築家
- ランドスケープデザイナー
- ドクターランドスケープアグロノミストおよびドクターランドスケープフォレスター
- Agrarian ExpertsおよびGradeated Agrarian Experts

### ニュージーランド
ランドスケープアーキテクトのニュージーランド協会（NZILA）はNZの中でランドスケープアーキテクトのための専門機関であるwww.nzila.co.nz 。
2013年4月、NZILAはAILAと共同で、ニュージーランドのオークランドで第50回国際造園家連盟（IFLA）世界会議を開催した。この世界会議は世界中の造園家ランドスケープアーキテクトが集まって特定のトピックに関するアイデアを共有する国際会議である。
NZ内では、NZILAのメンバーが職業上の地位を築いたときに、登録ランドスケープアーキテクトNZILAというタイトルを使用できる。
NZILAは、教育プログラム提供者をレビューするための教育方針と認定プロセスを提供。現在ニュージーランドでは3つの認定された学部のランドスケープアーキテクチャープログラムがある。リンカーン大学では、ランドスケープアーキテクチャー修士の認定プログラムもある。

### アイルランド共和国
アイルランド・ランドスケープ・インスティテュート[ILI]（www.irishlandscapeinstitute.com）は、アイルランド共和国と北アイルランドの両方で、ランドスケープアーキテクトおよび公園の専門家を代表する（アイルランド国による）公認の専門機関である。ILIはILHI（アイルランドのランドスケープ園芸協会）とIILA（アイルランドのランドスケープアーキテクト協会）の合併によって形成され、ランドスケープ造園分野とランドスケープ園芸分野の関連分野を代表している。協会は現在（2017年10月）7つの会員区分（学生、卒業生、会員、専門家、企業、フェロー、名誉）のうち160人（約）の会員を有している。州に職業またはランドスケープアーキテクトという規制がない場合企業メンバーによる使用のみが許可されているため、ILIは商標登録としてのランドスケープアーキテクトなどに自主規制を設けている。
国際レベルでは、ILIはその国際協会ヨーロッパ地域支部（IFLA-ヨーロッパ）を通じて、ランドスケープアーキテクトの国際連盟（IFLA）の正会員である。ILIはIFLAにおいて一貫した積極的な役割を果たしており、現在のIFLAヨーロッパの会長はアイルランド人であり、ILIの元会長であるTony Williams MILI氏である。アイルランド共和国ではILIは工学、建築、計画、量的調査および造園の5つの建築環境専門機関を代表するアーバンフォーラムのメンバー機関である。
ILIは、ダブリン大学の修士課程プログラムの認定、メンバーのための継続的専門能力開発（CPD）の認定、専門家による実技試験の管理、政府の方針、ガイドラインおよび基準に関する擁護およびロビー活動によってランドスケープの専門職を促進している。活動例として国家景観戦略、国家計画の枠組み、ブルーグリーンインフラストラクチャ、会議やセミナー、公開講義、デザイン賞選定などである。
この職業は21世紀初頭のアイルランドの経済ブームの間に急速に成長した。これは、建設と開発部門の急増とインフラへの米国の設備投資から恩恵を受けているが、景気後退により会員数は急激に減少した。ただしこの職業とILIは2014年の景気回復の開始以来、会員数の増加と雇用の増加を通じた緩やかではあるが着実な回復の明確な証拠により回復力があると証明されている。
また、重要な課題が残っている。アイルランドにはILIによる長年にわたる継続的な政府の要求にもかかわらず、専門的な規制や権利の保護登録規定はいまだない。したがって、例えばランドスケープアーキテクトであると主張する人々の教育資格、専門家免責保険、または継続的専門能力開発（CPD）の保証と検証の観点から、顧客の国家保証または保護はない。それにもかかわらず、専門職としていくつか重要分野（政府部門、メディア、建設、観光など）で認識が高まっている。これは微量であるがアイルランドの社会、経済、環境に造園の利点を促進するためにILIの継続的な活動の成果によるものである。
アイルランドのランドスケープアーキテクトは民間の造園業務、地方自治体レベルの公的機関、そしていくつかの州の機関（例えば、交通機関、国内の遺跡）および学界で活動している。専門的サービスに対する需要は、公共インフラストラクチャープロジェクト（例えば、道路、高速道路、再生可能エネルギー施設、水処理施設など）にしばしば関連し、グリーンインフラ（公園、緑地、快適な木の計画、設計、管理）および土地利用の開発、主に都市景観における商業用および複合利用の開発に関連する建設プロジェクトなどである。
同国でランドスケープアーキテクトは、グリーンインフラストラクチャ、公共領域、施設/医療/工業用キャンパスおよび設定、公園、遊具、交通（道路/鉄道/自転車/港）回廊、商業施設、住宅団地（修復計画を含む）の設計に起用されている。放棄された住宅（ゴーストタウン）、村の改良、アクセシビリティ監査、墓地修復計画、ウィンドファーム、湿地排水システム、沿岸地帯などで、また計画案の景観、視覚、および生態学的影響に関する法定影響評価報告書の作成段階にもかなり起用されている。

### 南アフリカ
1962年5月、Joane Pim、Ann Sutton、Peter Leutscher、Roelf Botha（南アフリカで同職業の先駆と考えられる）は、現在南アフリカランドスケープアーキテクチャー協会（ILASA）として知られるランドスケープアーキテクト研究所を設立した。  ILASAは、南アフリカのランドスケープアーキテクチャー専門家会議に登録されている任意団体である。それは3つの地域団体、すなわちハウテン、クワズラ・ナタールおよび西ケープで構成されている。ILASAの使命は造園業を進歩させ、そのメンバーに高い水準の専門的サービスを支持すること、そして協会のメンバーの利益に影響を与えるあらゆる事柄において造園職を促すことにある。ILASAは、国際造園家連盟（IFLA）に加盟している。
南アフリカではこの職業は南アフリカのランドスケープ専門職協会評議会（SACLAP） によって規制されている。2000年に評議会は、1970年法律第73号建築法の観点から建築家評議会の下で機能したランドスケープアーキテクトの管理委員会（BOCLASA）から発展した。SACLAPの使命は、公衆衛生、安全および地域社会の福祉の利益のために、誠実さ、尊厳および誠実さをもって、ランドスケープの芸術および科学における高度な職業的責任および倫理的行動を確立し、導き、維持し、確保することである。
職業上の登録は必須でケープタウン大学またはプレトリア大学のいずれかでランドスケープ学科を、またはケープ半島工科大学のランドスケープ・テクノロジー学の認定を受けた大学院またはポスト大学院資格を取得した後、候補期間（2年以上）で指導教員によって行われる職業試験の受験で得られる。試験に合格すると、その個人はProfessional Landscape ArchitectまたはProfessional Landscape Technologistの資格を得ることができる。私達はまたさまざまなFETの施設で造園家の勉強することができる。

### スウェーデン
スウェーデンの同職も外部環境とさまざまな方法で従事するがスウェーデンの教育は５年制でウプサラの スウェーデン農業大学（SLU）とアルナルプの分校で行われている。
同国の造園は主に広場、街路空間、駐車場、公園、庭園、緑地などの都市の場所の物理的計画と設計（デザイン）、自然保護区、レクリエーションエリア、ゴルフコース、その他の施設に関するものでほとんどは、建築や他の技術的専門家と共にプロジェクトの民間実践コンサルタントとして働いている。地方自治体には、公園の管理者またはそれと同等の組織で造園職がおり、作業領域は良い生活環境を作り出すことであるため、プランニングランドスケープアーキテクトは通常、地方自治体や郡の管理委員会で働くが、私的な業務にも従事している。

## 例

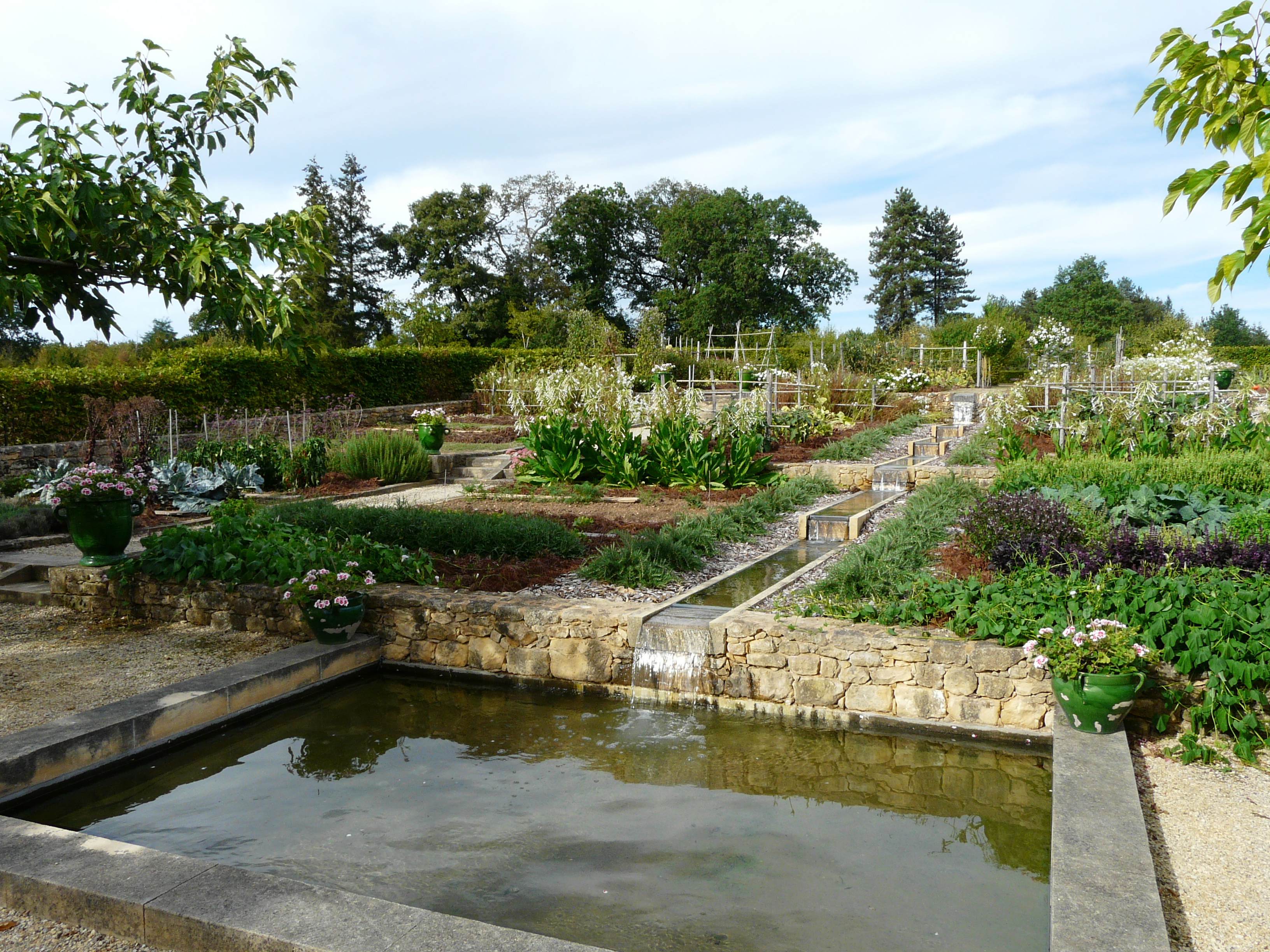
ドルドーニュ渓谷、フランスの家庭菜園
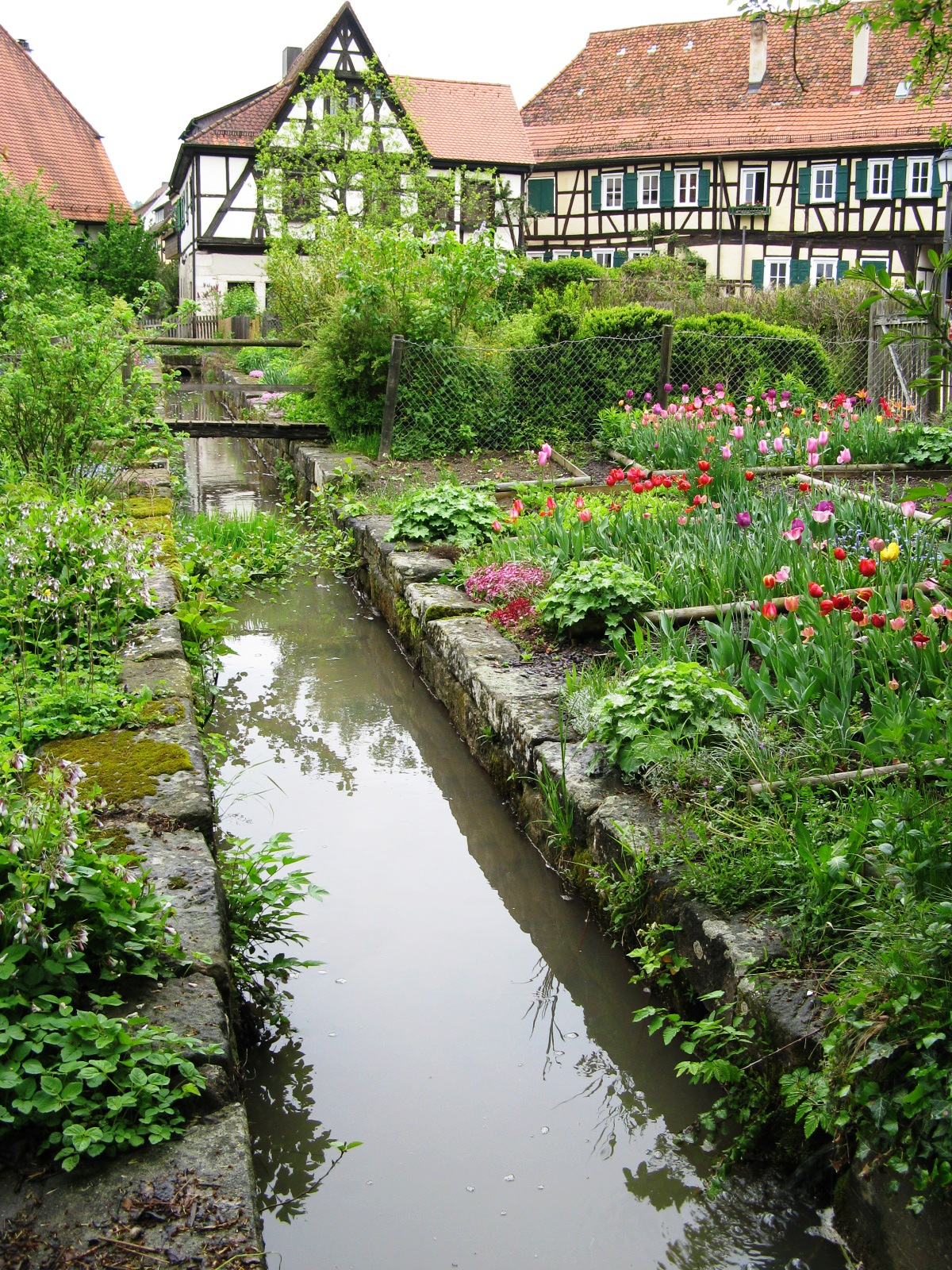
バーデンヴュルテンベルク州、ドイツの修道院庭園 Bebenhausen修道院
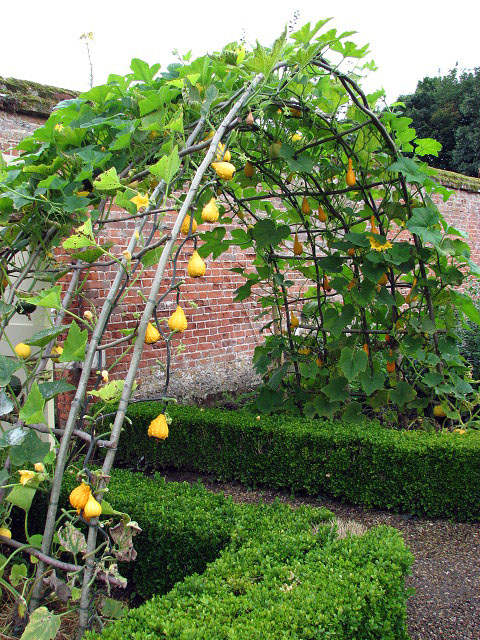
イギリス、ノーフォークの壁に囲まれたキッチン・ガーデンへの入り口
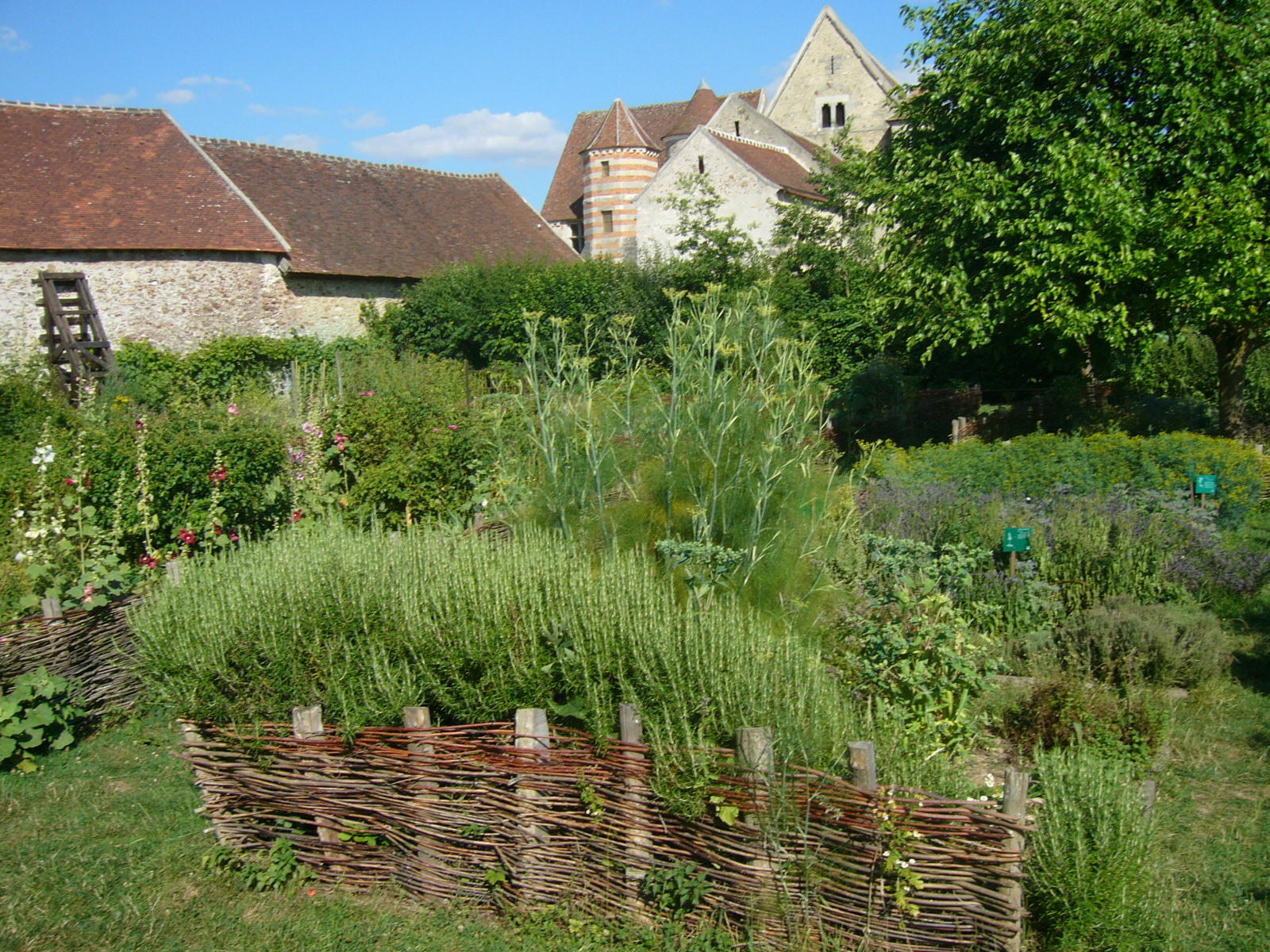
フランス、イル＝ド＝フランスの 中世庭園 （再建）
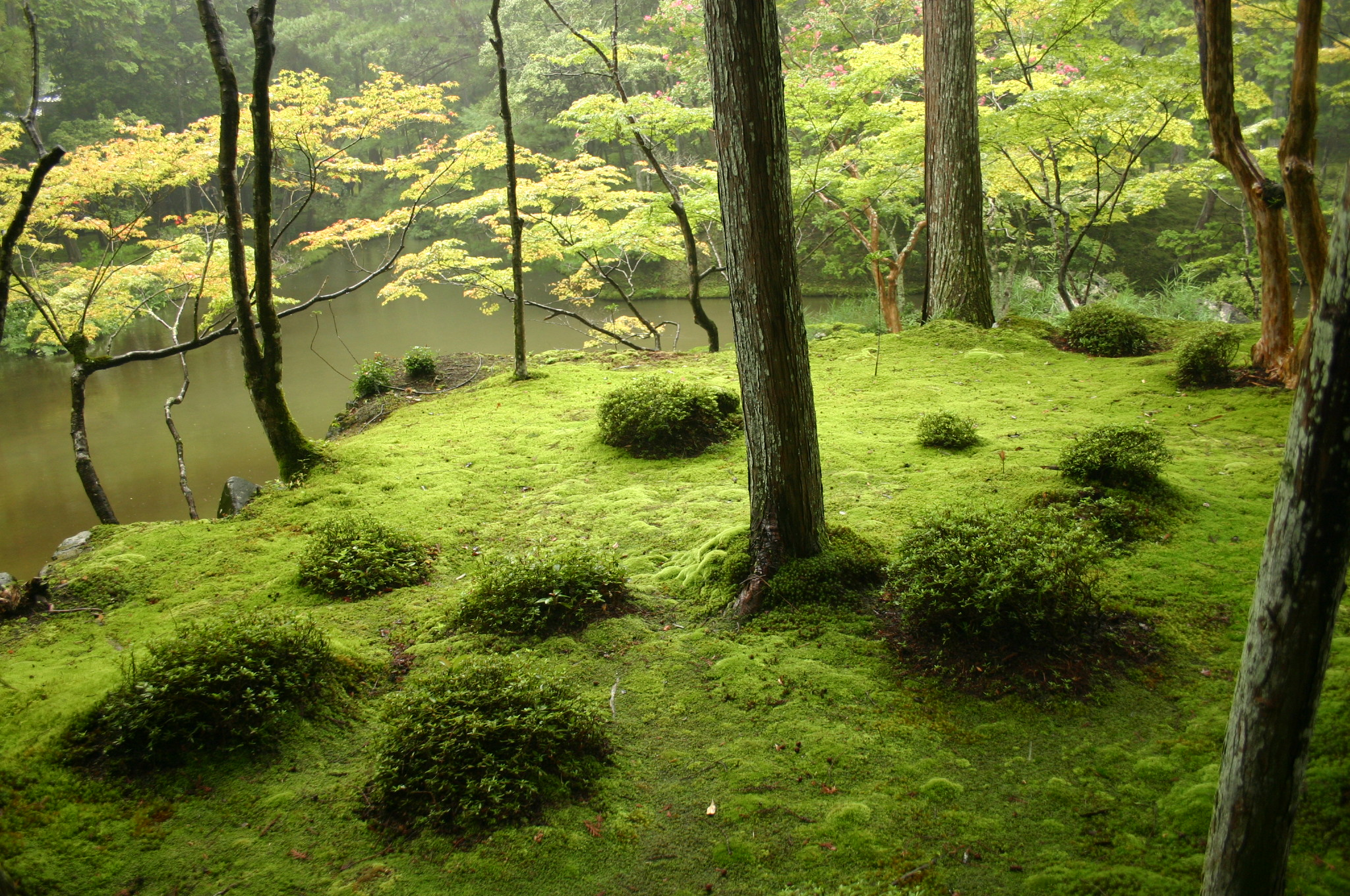
ウッドランドにある西芳寺、日本
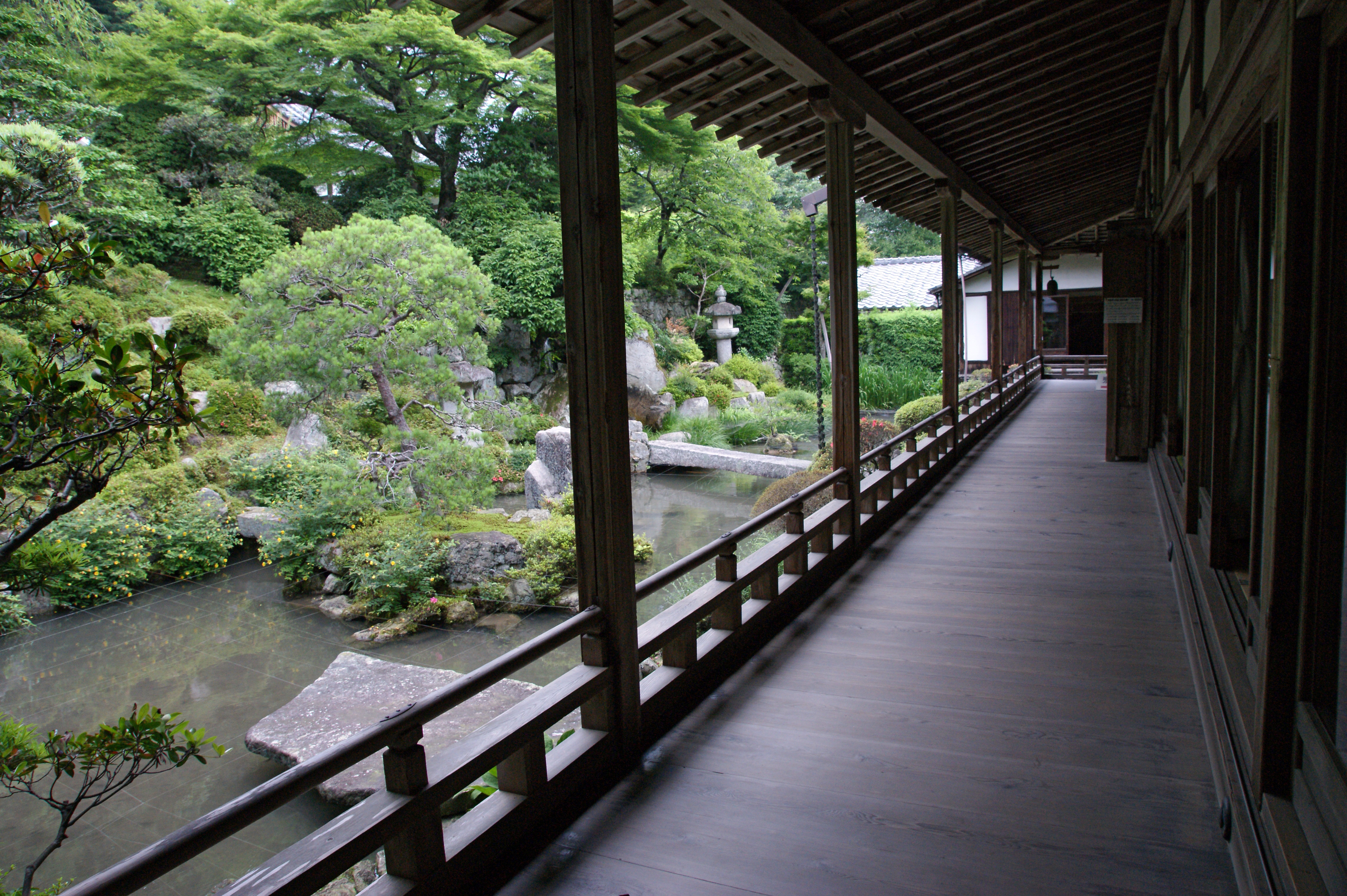
大津市の日本庭園
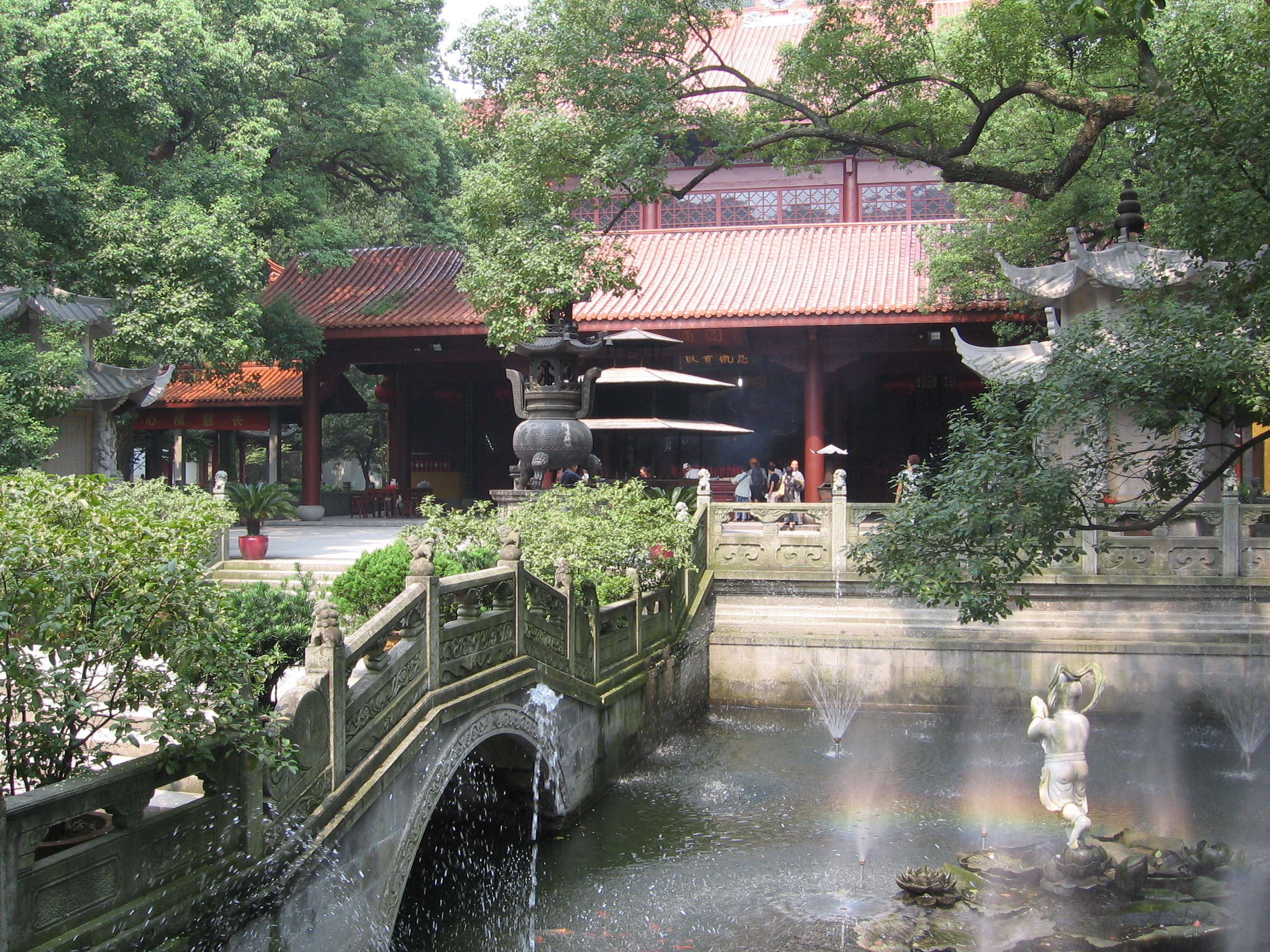
クラシックチャイニーズガーデン
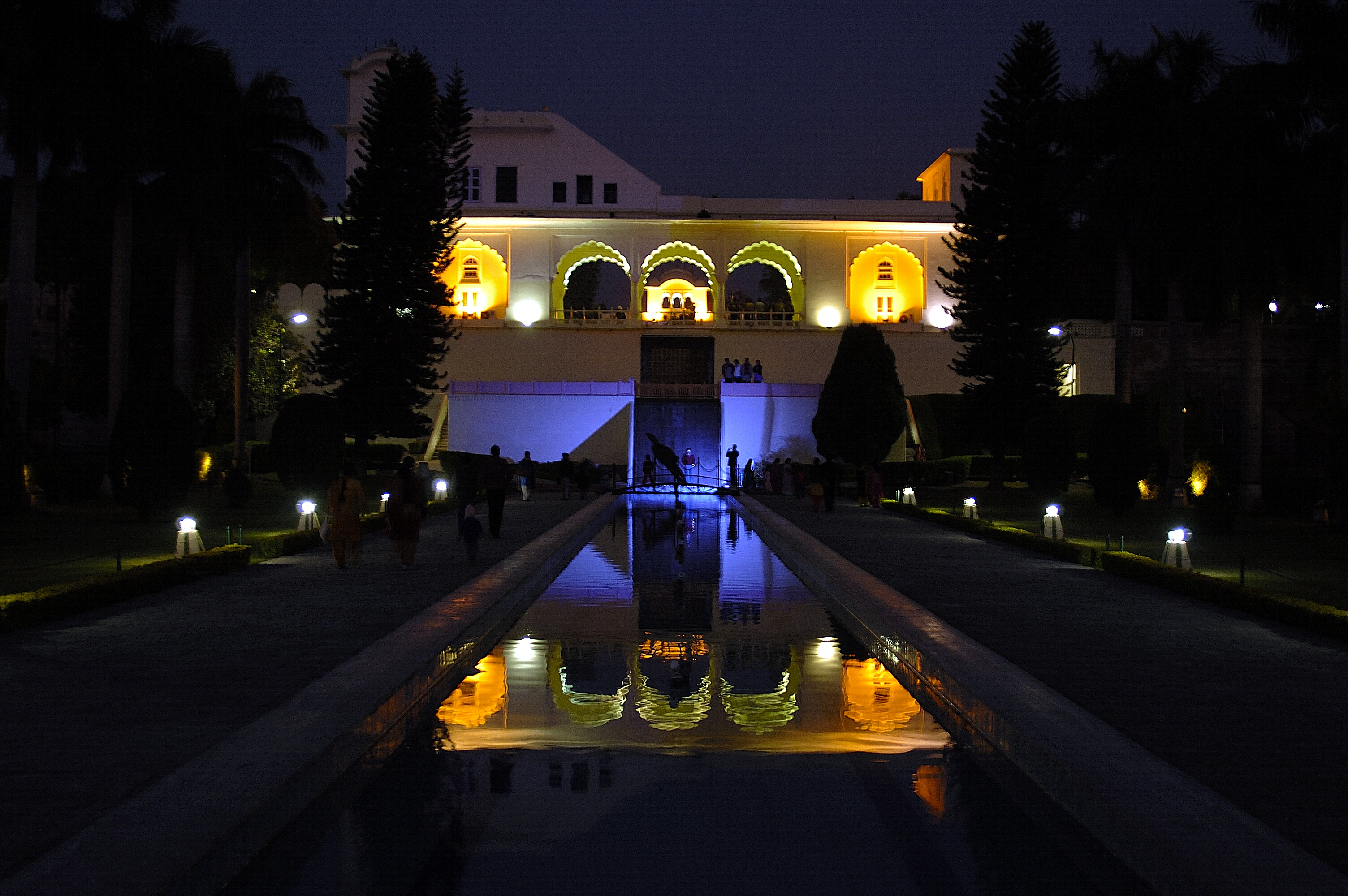
インド、Pinjoreの 庭園照明
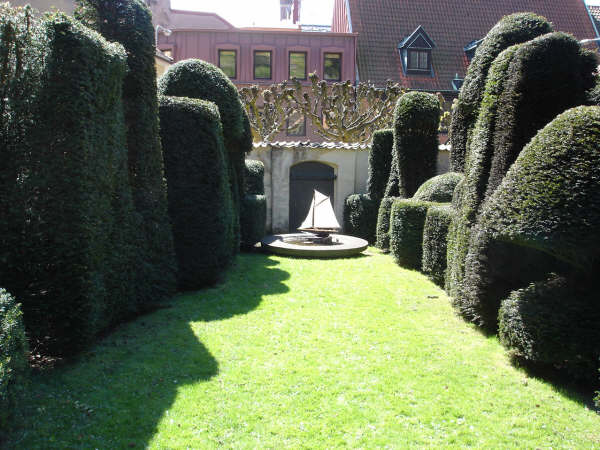
スウェーデン、ヘルシグボリの トピアリー
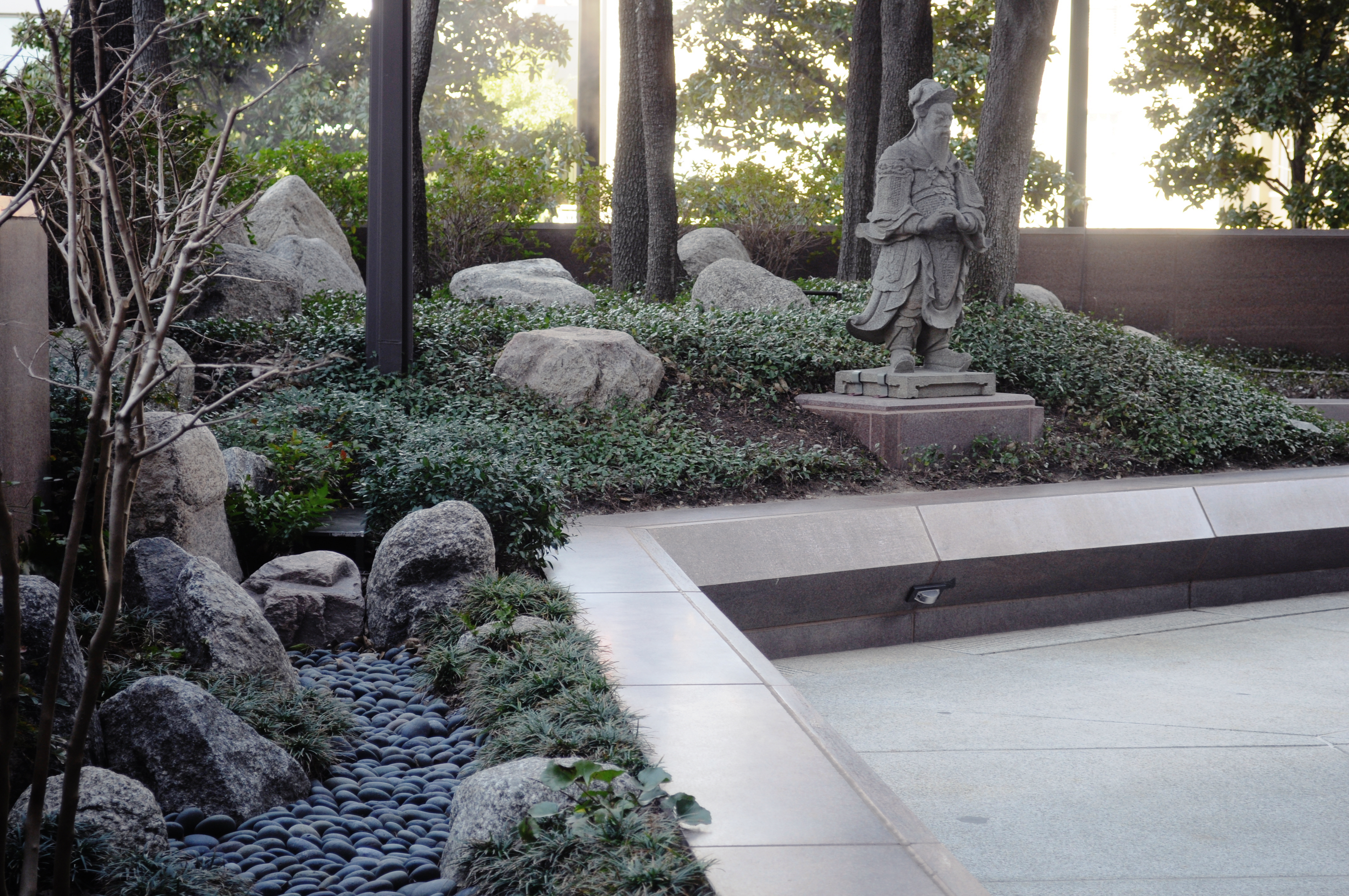
アメリカ合衆国、テキサス州のアジア式彫刻庭園
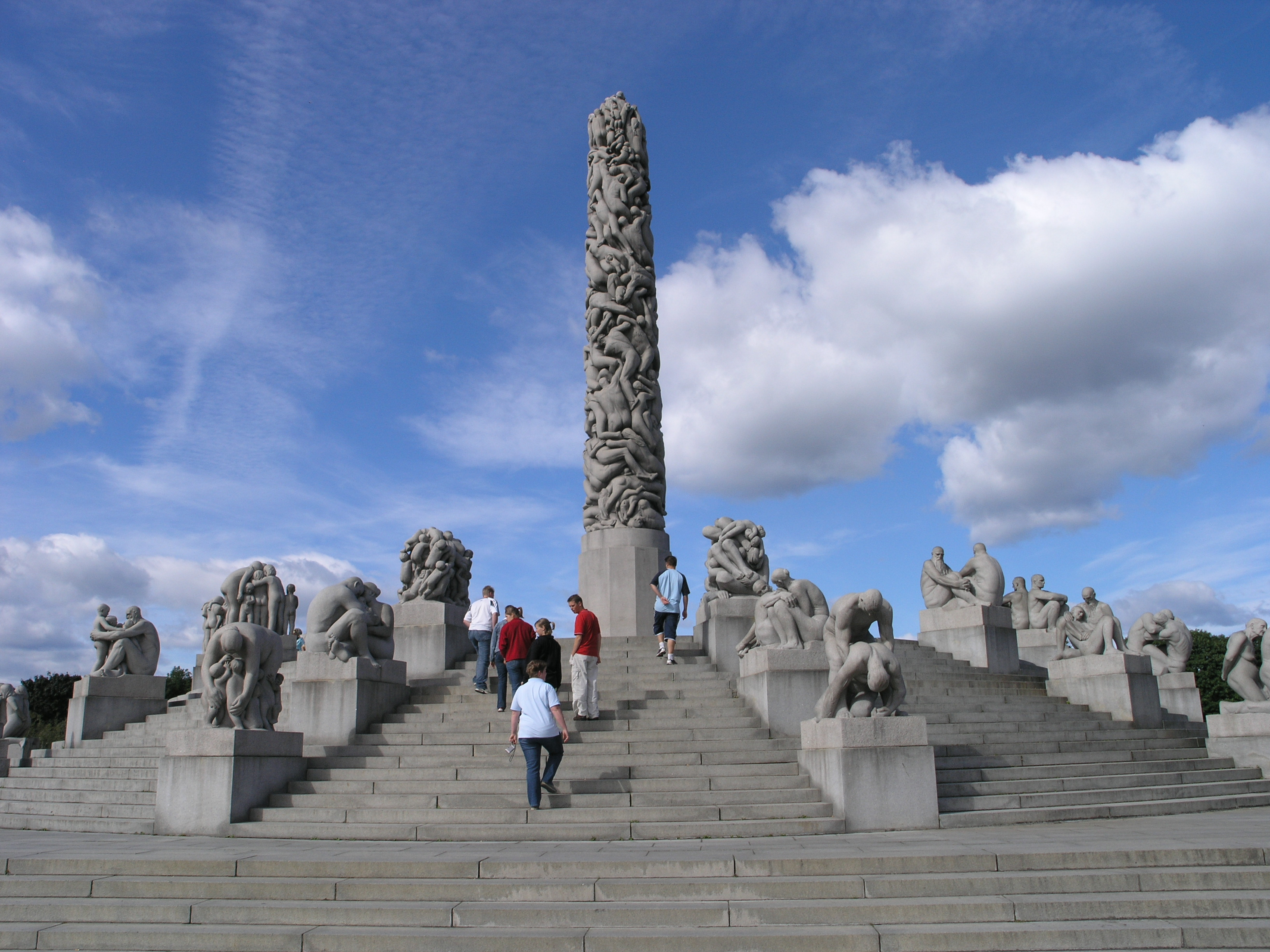
ノルウェー・オスロのヴィーゲラン 彫刻庭園
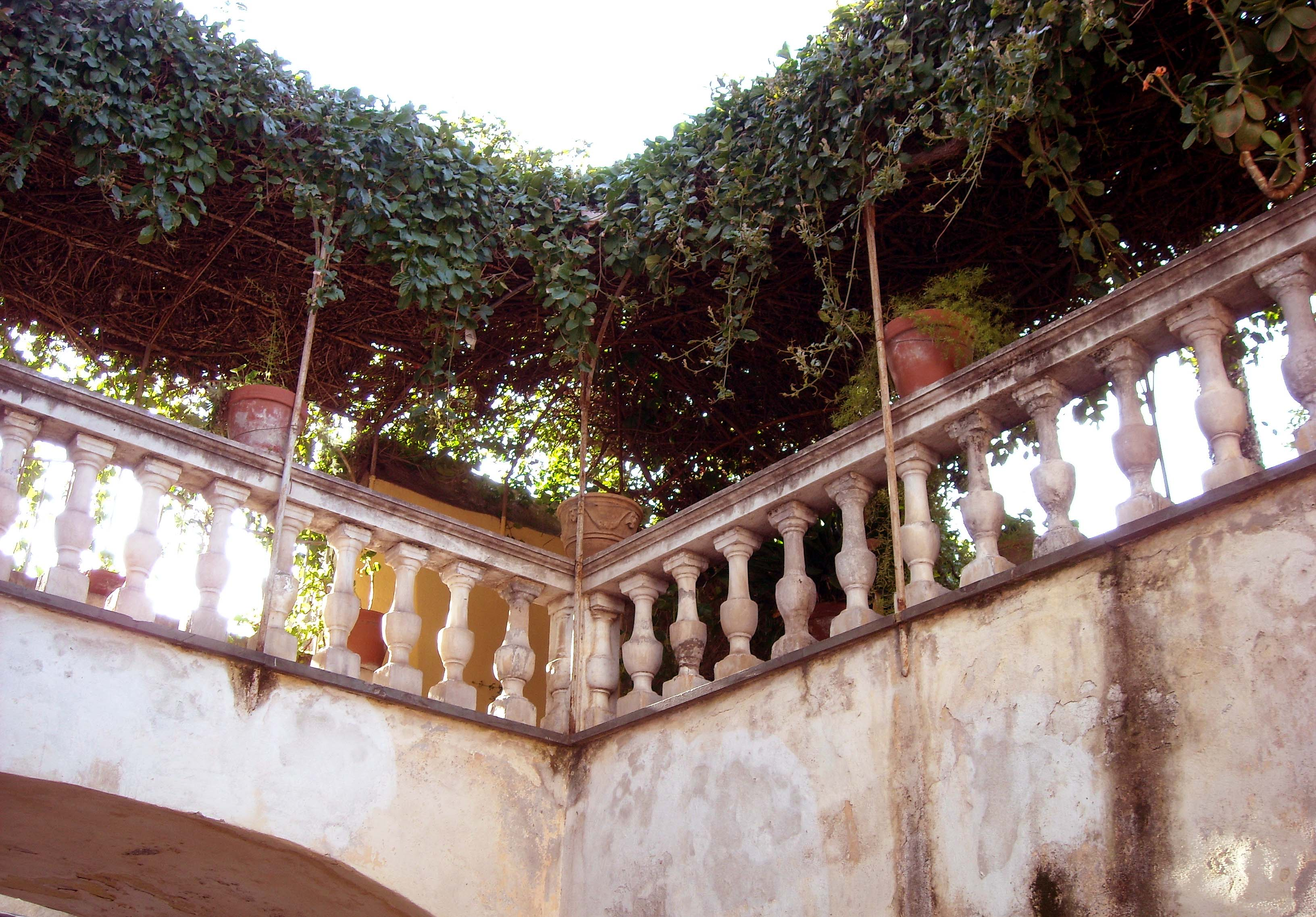
屋上テラスガーデン （ ヴェンティミリア、イタリア）
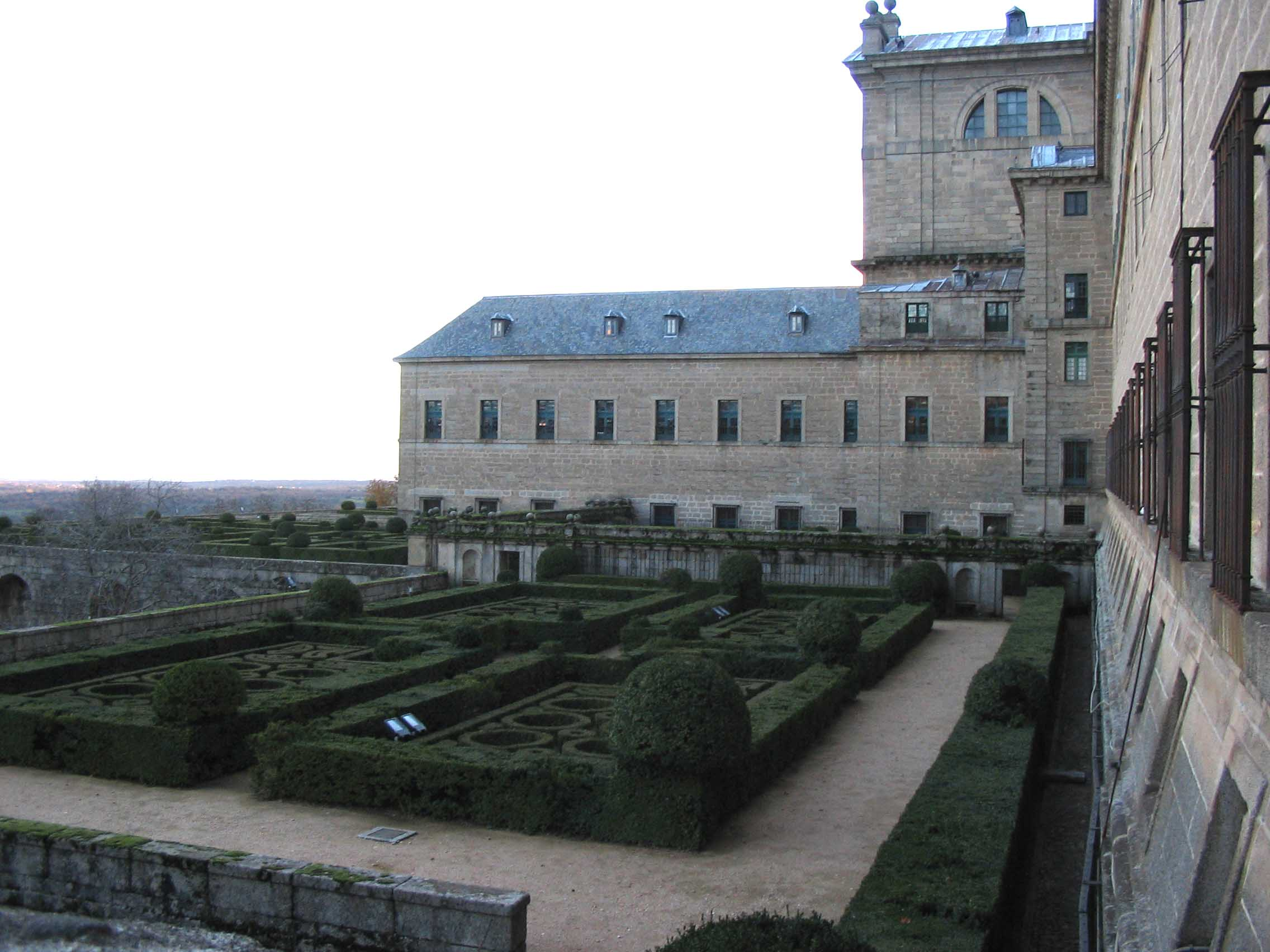
スペイン、マドリードのエスコリアル 正式宮殿庭園
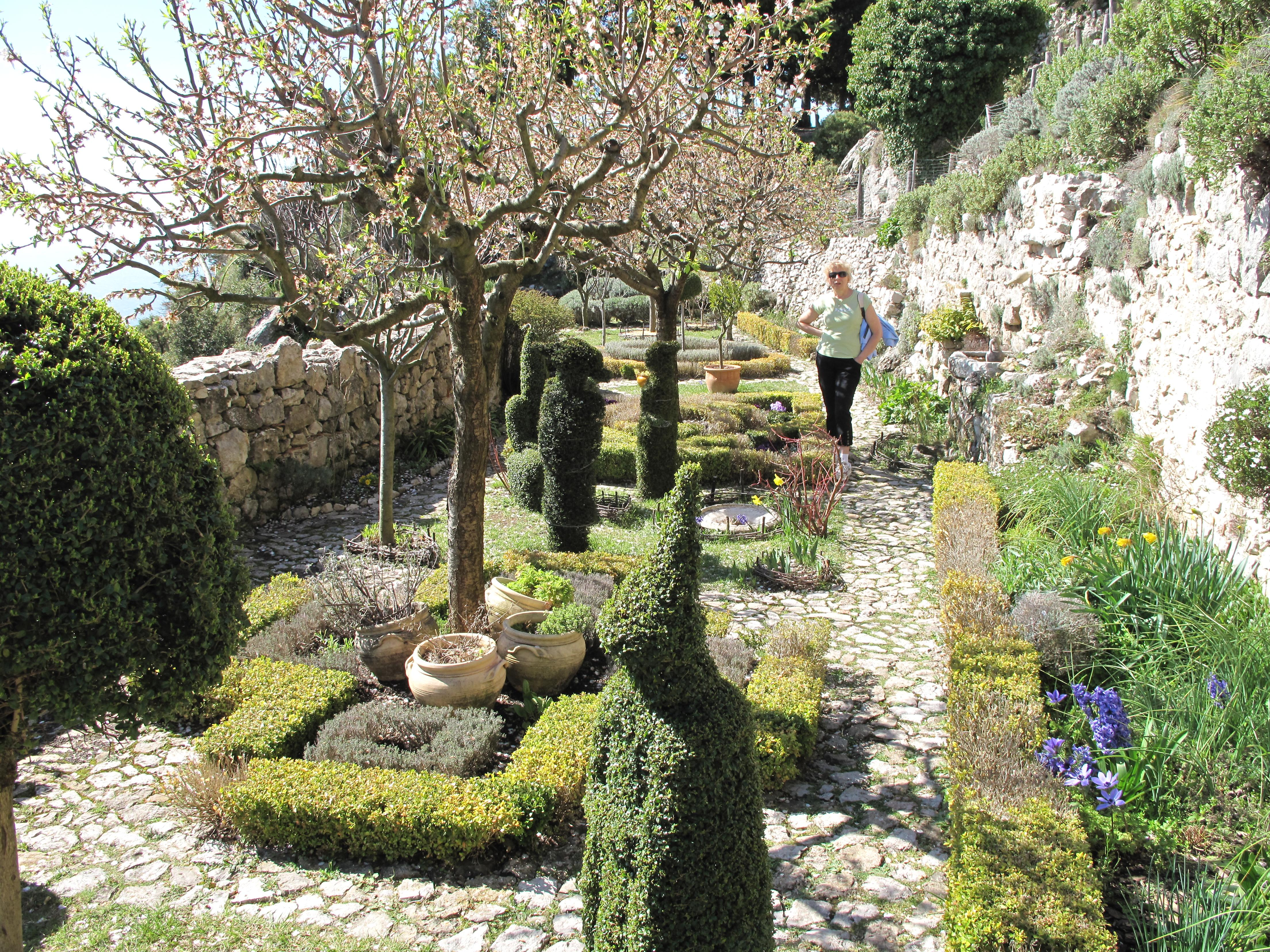
アルプ＝マリティーム、フランスの地中海風庭園
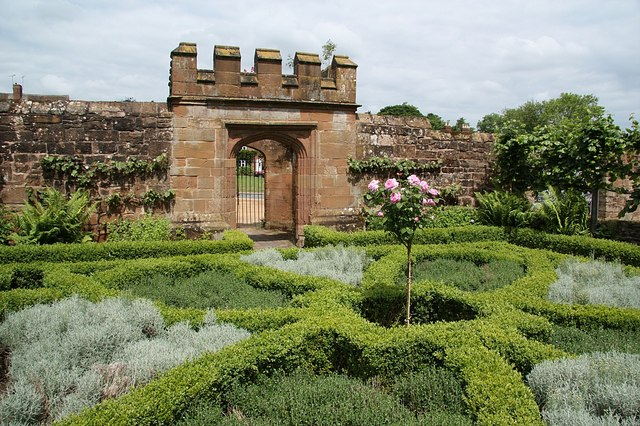
イギリス、ウォリックシャーの ハーブガーデン
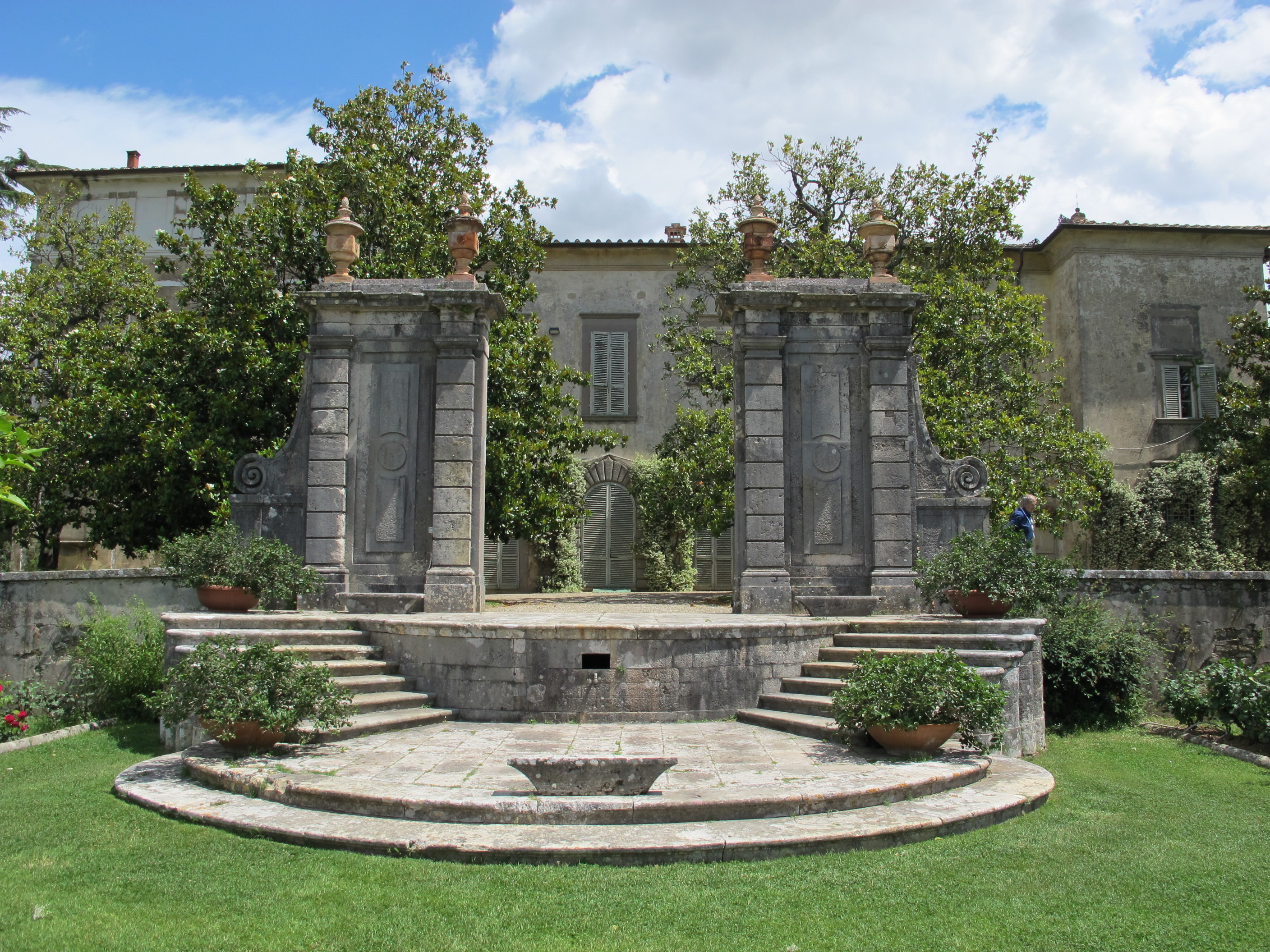
イタリア、Quarrataの Villa la Magiaでの 階段の使用
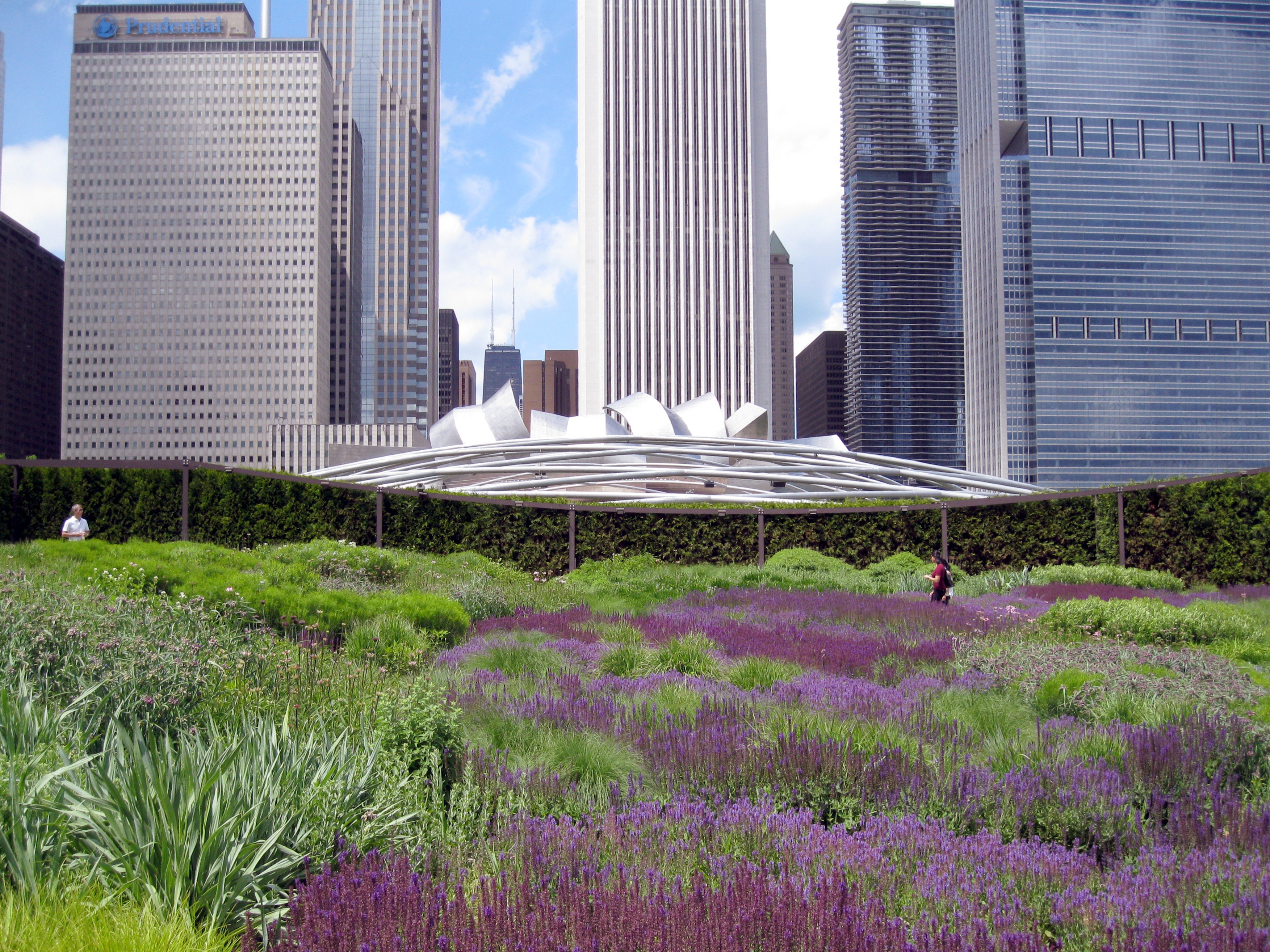
アメリカ合衆国、シカゴの Lurie Garden
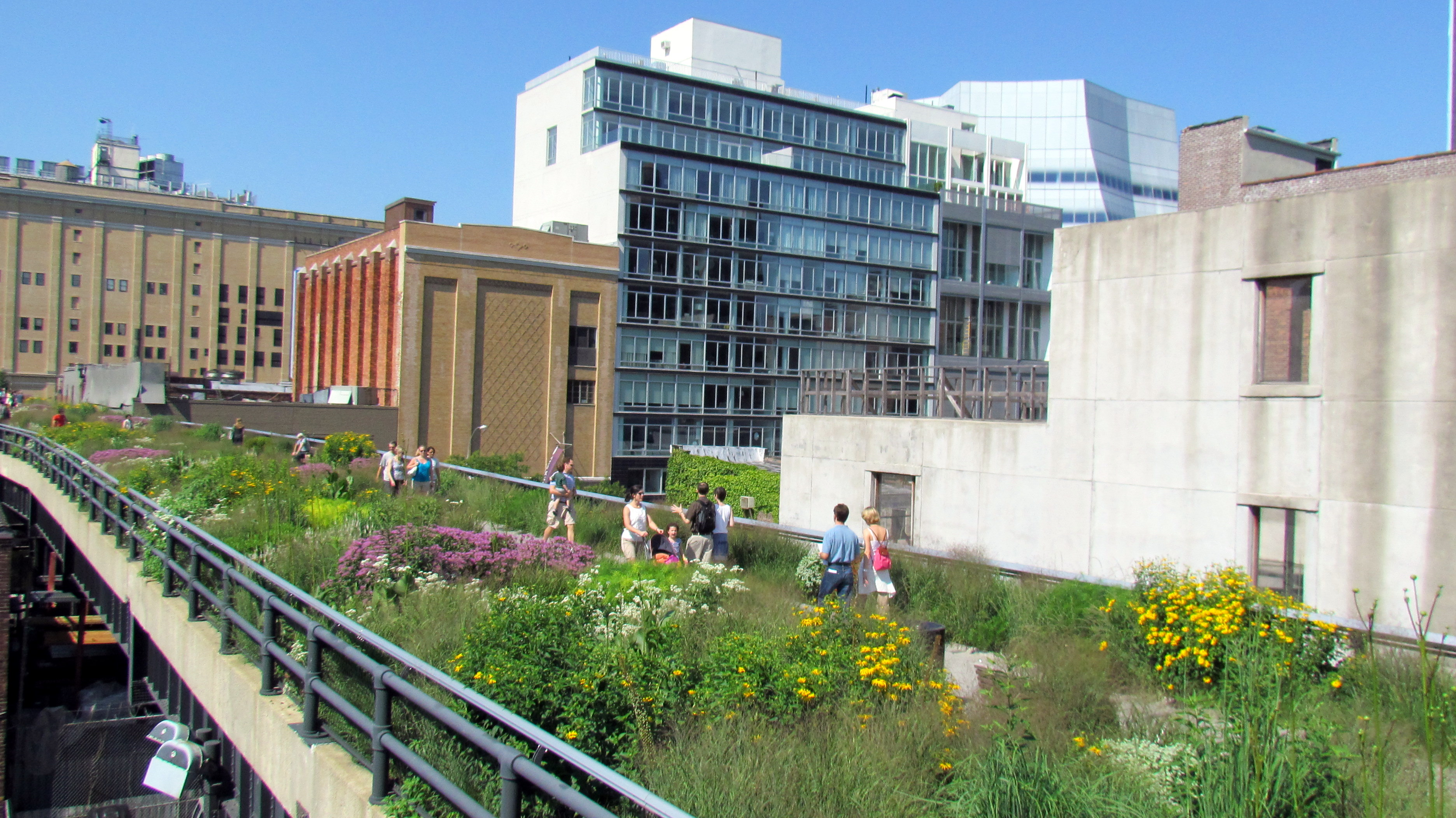
アメリカ合衆国ニューヨークの ハイライン （2番目のセクション）
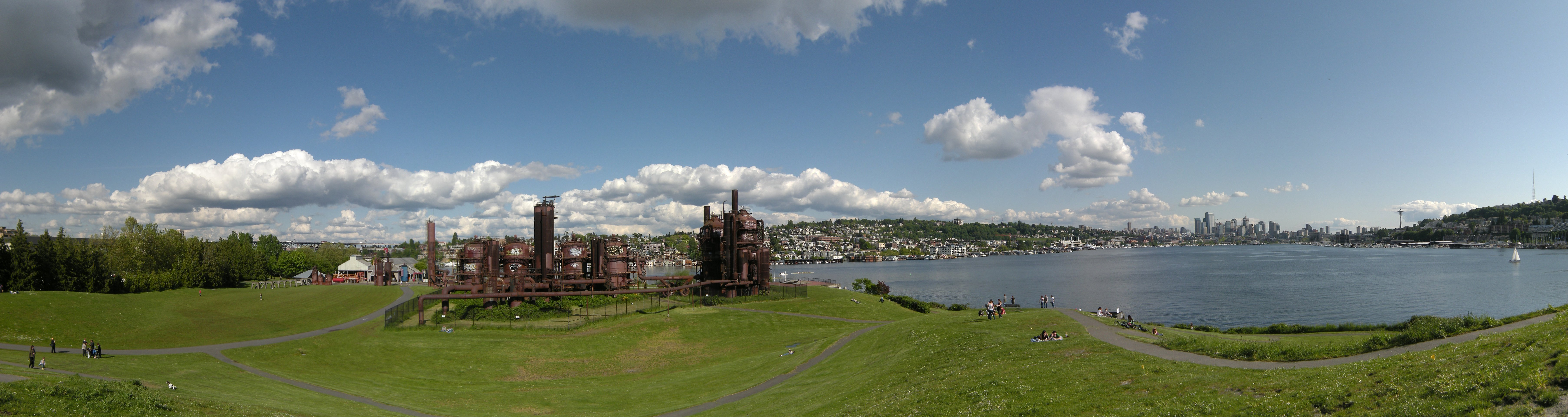
アメリカ、シアトルの ガスワークパーク
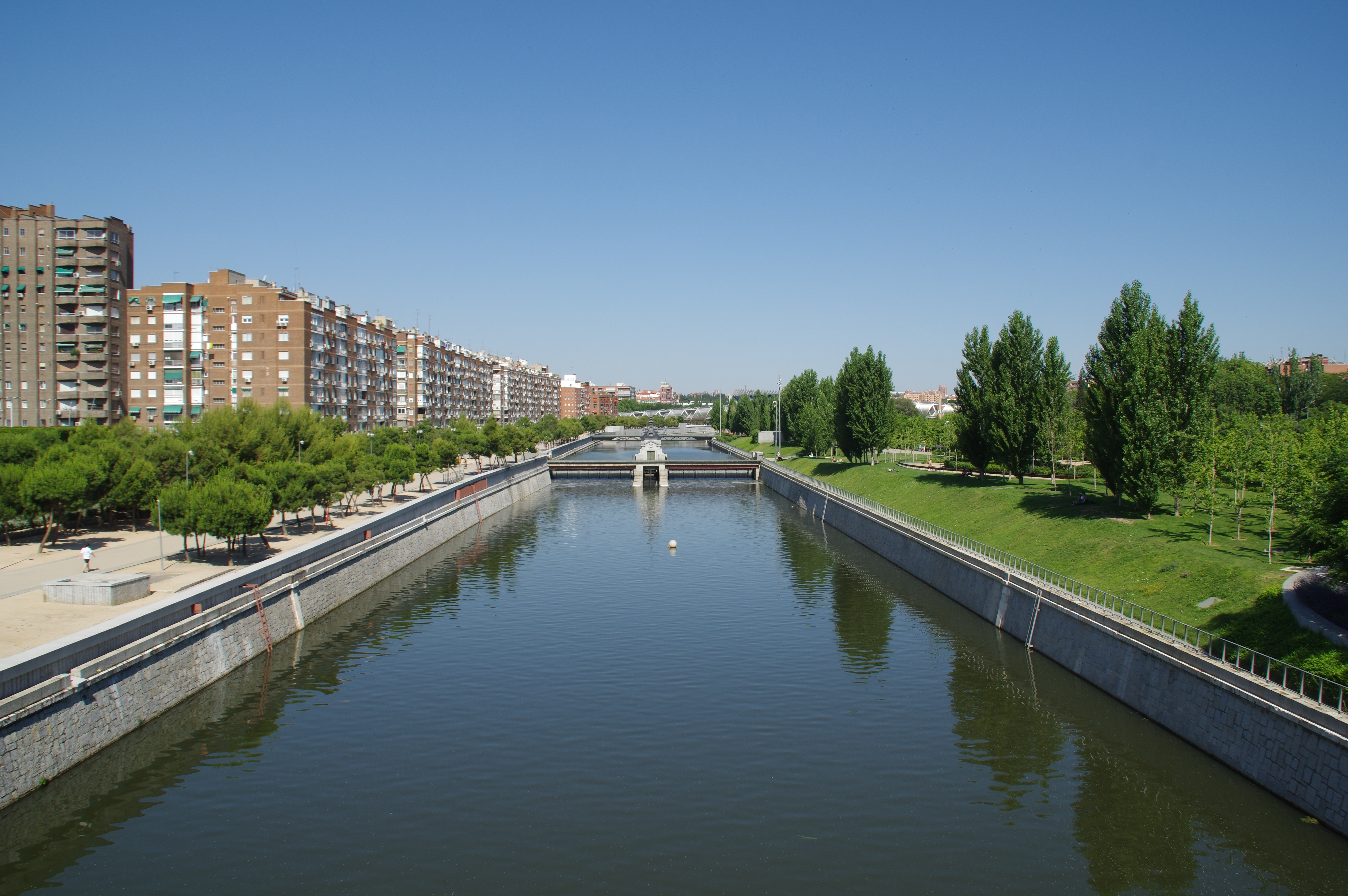
マドリード、スペインの マドリードリオ公園
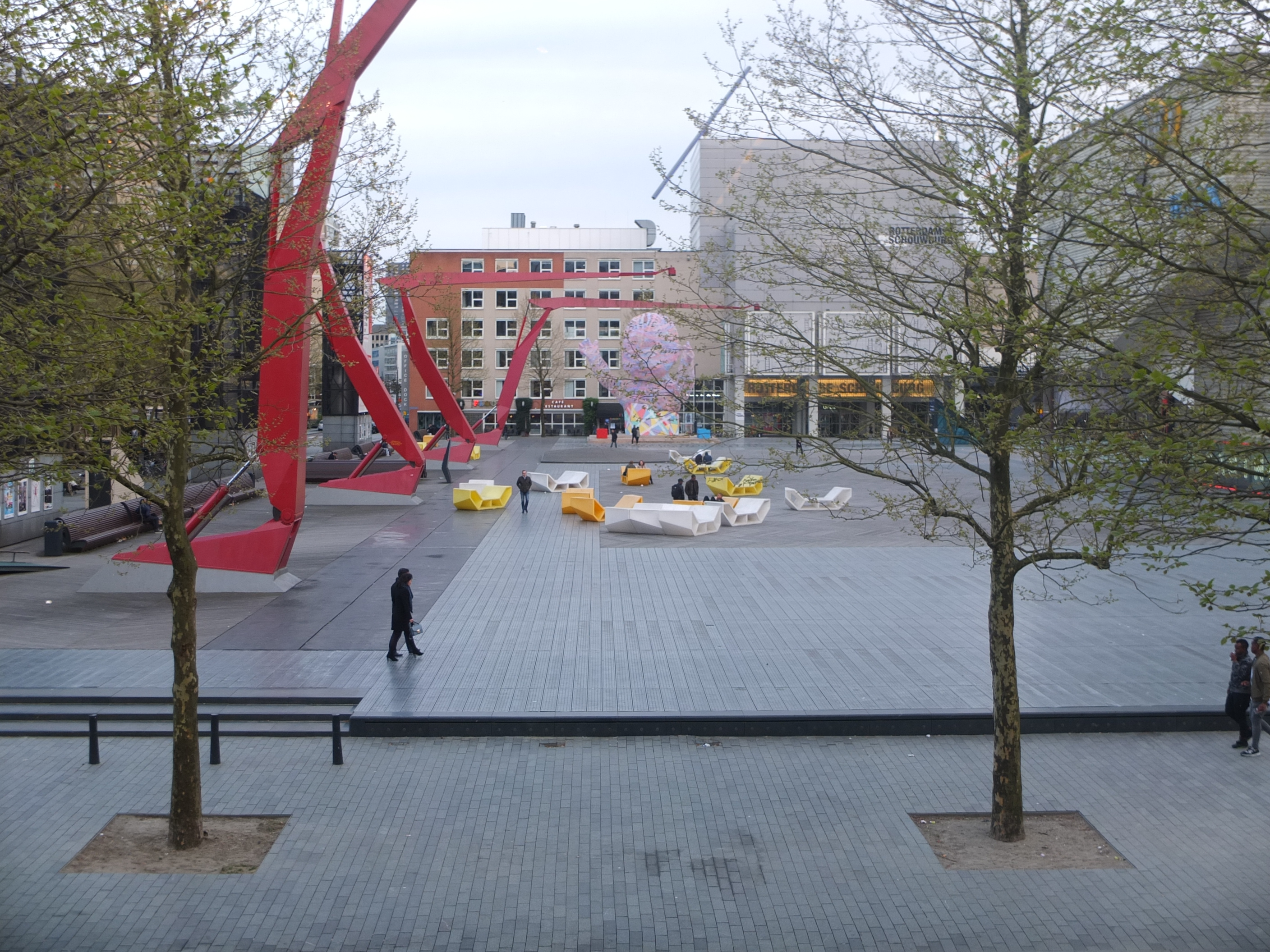
オランダ、ロッテルダムの Schouwburgplein
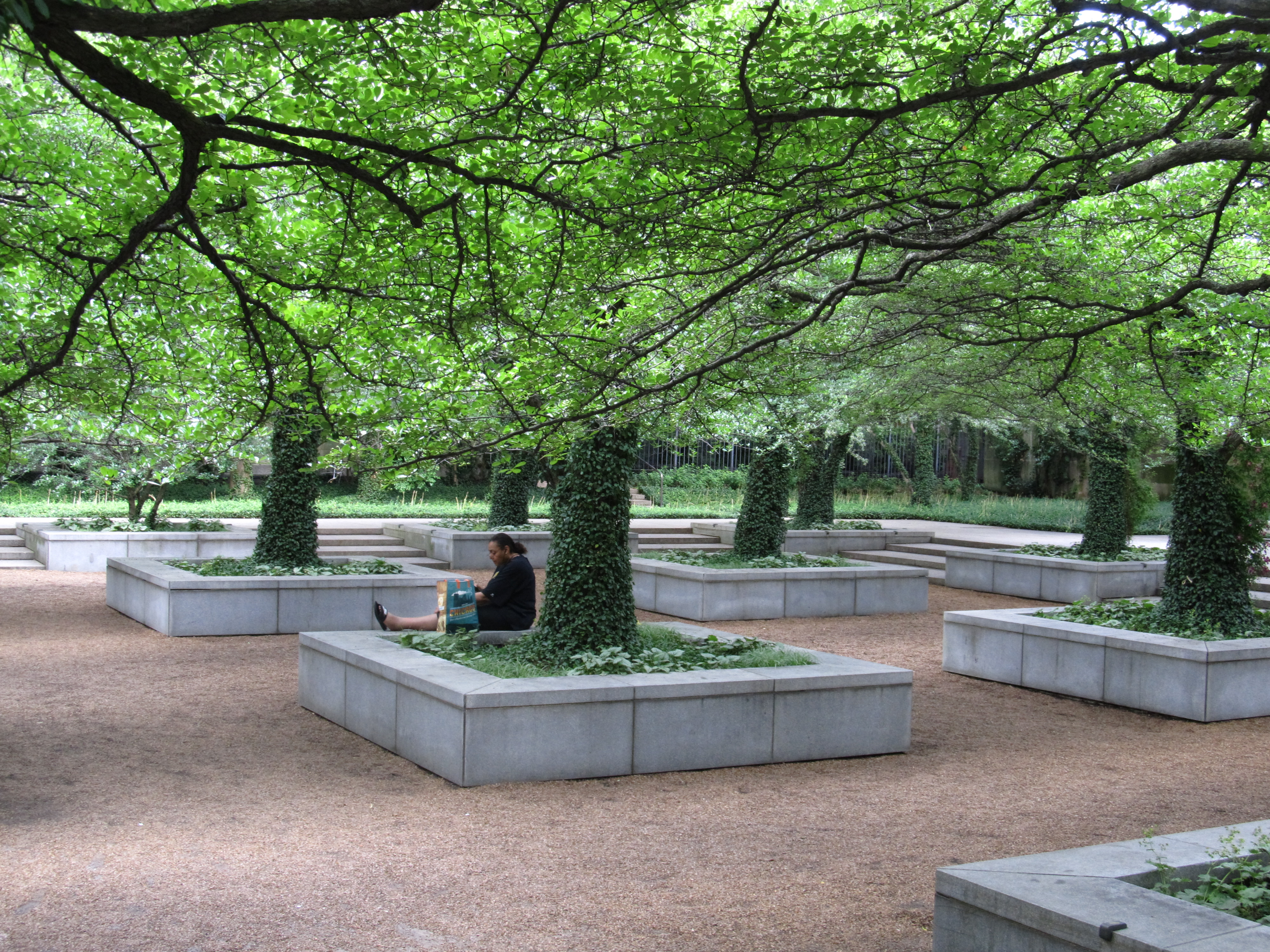
アメリカ合衆国、シカゴの スタンレーマコーミック記念裁判所、シカゴ美術館
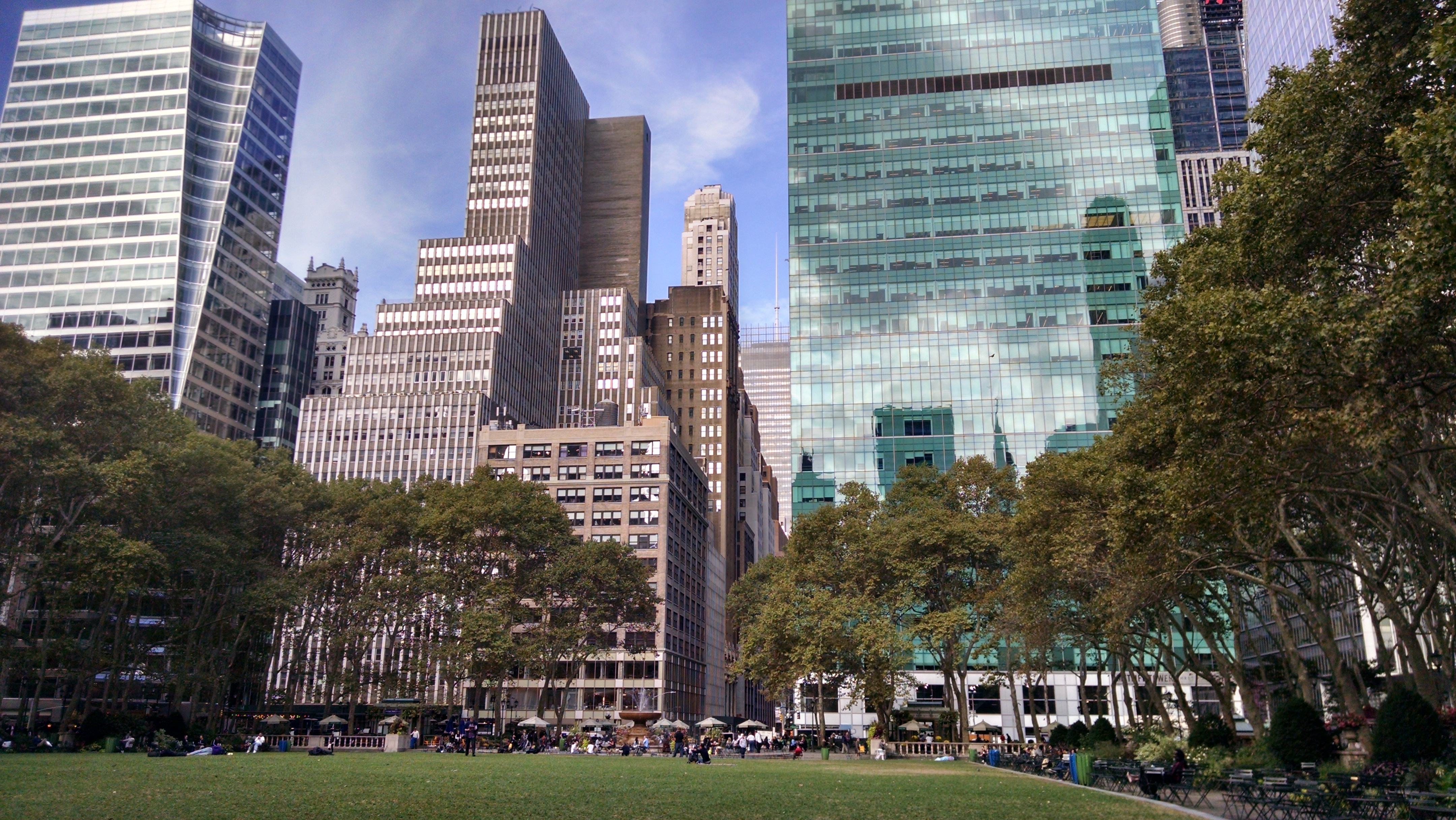
アメリカ合衆国 ニューヨークの ブライアント公園
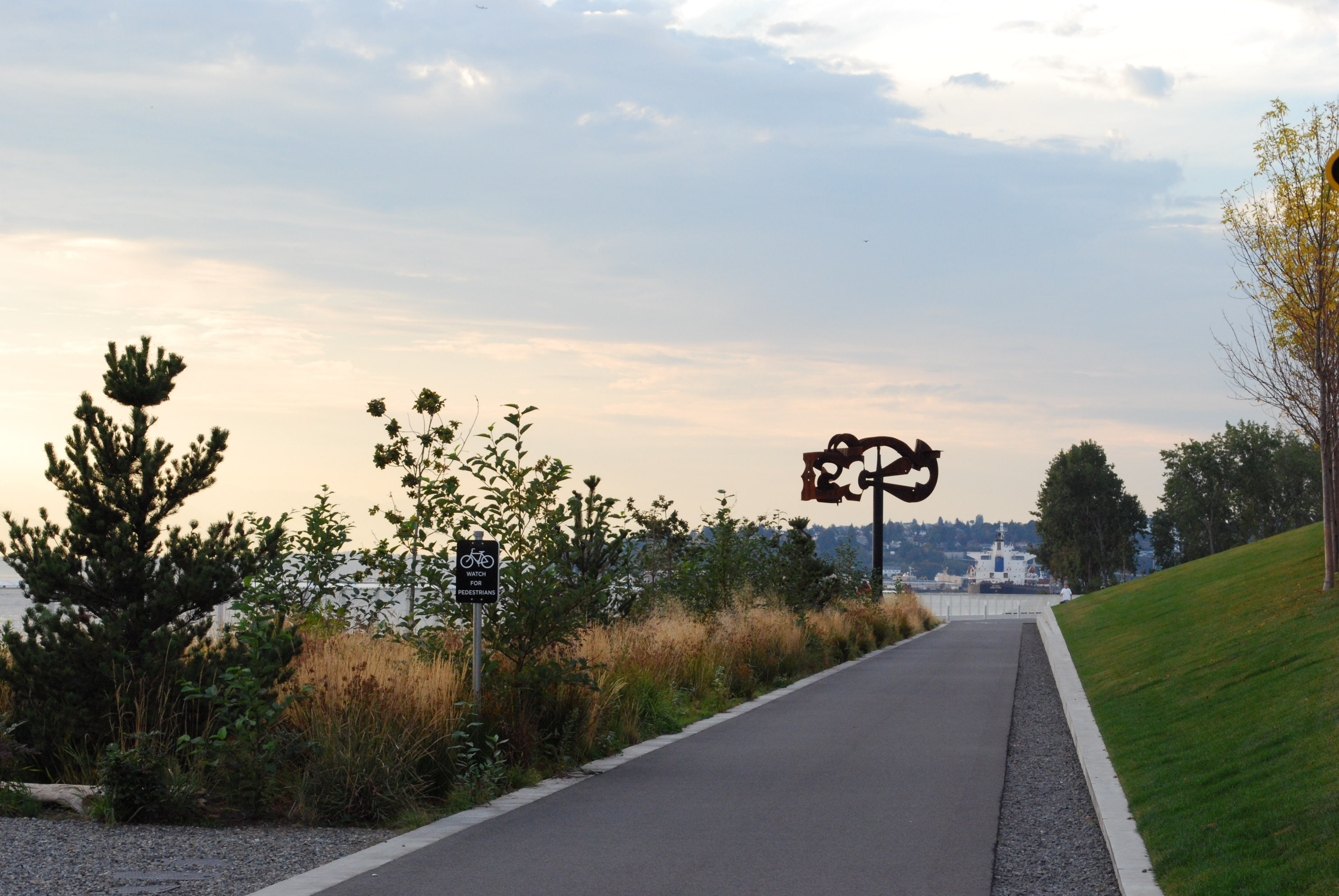
アメリカ合衆国、シアトルの オリンピック彫刻公園
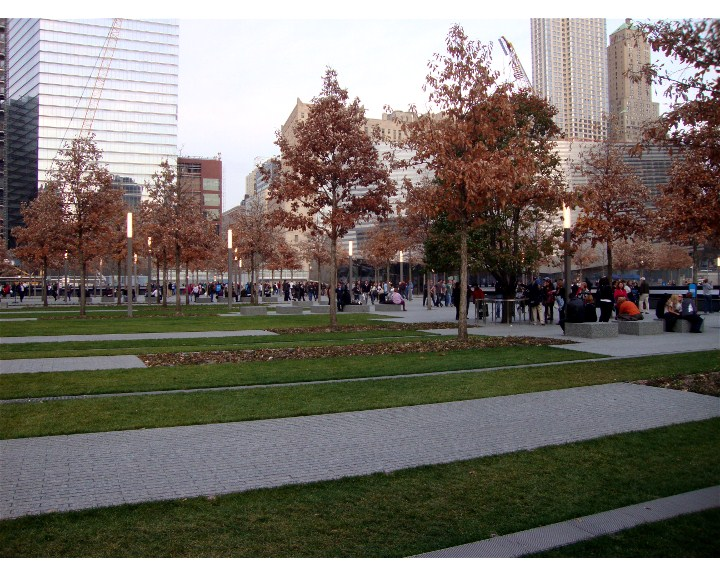
アメリカ合衆国 ニューヨークの 911記念公園
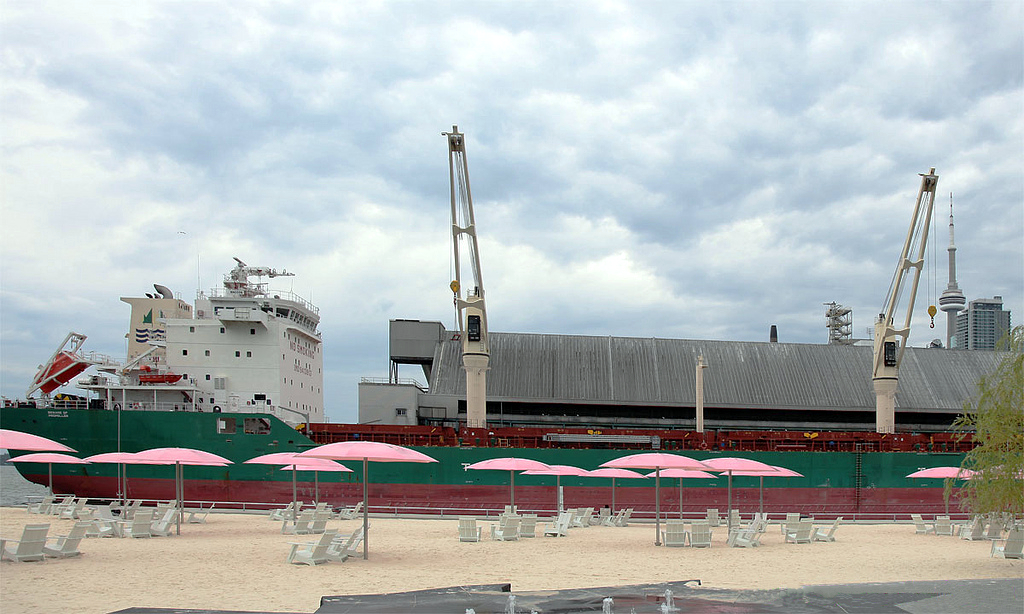
カナダ、オンタリオ州トロントのシュガービーチ